# Claudia Cardinale
Pour les articles homonymes, voir Cardinale (homonymie).
Claudia Cardinale (/klodja kaʁdinal/ ; en italien : /ˈklaudja kardiˈnale/), née le 15 avril 1938 à Tunis, est une actrice et mannequin italienne naturalisée française.
Née et élevée entre Tunis et La Goulette, elle est élue en 1957, un an après l'indépendance du pays, « la plus belle Italienne de Tunisie ». En cet honneur, elle reçoit comme prix un voyage à la Mostra de Venise, ce qui lui permet d'obtenir rapidement des contrats de cinéma, notamment grâce à Franco Cristaldi, qui sera son mentor pendant plusieurs années et qu'elle épousera par la suite. Après avoir débuté dans un petit rôle aux côtés de la vedette égyptienne Omar Sharif dans Goha (1958) de Jacques Baratier, sa longue carrière durera plus de soixante ans.
Elle a joué dans un large éventail de genres cinématographiques : des comédies à l'italienne aux westerns spaghetti, des drames sociaux aux fresques historiques, des films de mafieux aux films de guerre et des comédies de mœurs hollywoodiennes aux films de cape et d'épée français, tout en travaillant occasionnellement dans le domaine de la musique, du théâtre et de la télévision. Elle a joué dans «150 films ou presque», dont certains sont inspirés de prestigieux chefs-d'œuvre de la littérature italienne. Certains des films dans lesquels elle a joué sont considérés comme des jalons du grand cinéma d'auteur.
Considérée comme l'actrice italienne la plus en vue des années 1960, elle a été la seule à atteindre une notoriété internationale comparable à celle de Sophia Loren et de Gina Lollobrigida, qui faisaient toutes deux partie de la génération précédente d'actrices apparues dans les années 1950. La presse internationale l'a souvent qualifiée de plus belle femme du monde au cours de cette décennie. En 1961, la presse française titre sur ses initiales « CC », en clin d'œil aux initiales « BB » de Brigitte Bardot, avec laquelle elle tournera dix ans plus tard la comédie Les Pétroleuses.
Sa « beauté à la fois solaire et nocturne, délicate et incisive, énigmatique et troublante » a été mise en valeur par les principaux réalisateurs de l'âge d'or du cinéma italien au XXe siècle. On notera en particulier ses interprétations pour Mario Monicelli (Le Pigeon), Luchino Visconti (Rocco et ses frères, Le Guépard, Sandra), Federico Fellini (Huit et demi), Mauro Bolognini (Le Bel Antonio, Le Mauvais Chemin, Quand la chair succombe, Liberté, mon amour ! ), Valerio Zurlini (La Fille à la valise), Luigi Comencini (La ragazza), Liliana Cavani (La Peau), Sergio Leone (Il était une fois dans l'Ouest), Luigi Zampa (Bello, onesto, emigrato Australia sposerebbe compaesana illibata), Luigi Magni (Les Conspirateurs) et Damiano Damiani (La Mafia fait la loi), et du côté étranger, elle a été dirigée par de grands réalisateurs tels qu'Abel Gance, Philippe de Broca, Henri Verneuil, Mikhaïl Kalatozov, Jerzy Skolimowski, Blake Edwards, Werner Herzog, Souheil Ben Barka, Fernando Trueba ou Manoel de Oliveira.
Elle a reçu des prix et des récompenses pour ses prestations : en 1984, elle a remporté le prix Pasinetti de la meilleure actrice à la Mostra de Venise 1985 pour Claretta, ainsi que cinq David di Donatello, cinq Rubans d'argent, trois Globes d'or et une Grolla d'oro de la meilleure interprétation féminine.
Au niveau international, elle a reçu le Lion d'or pour l'ensemble de sa carrière à la Mostra de Venise, l'Ours d'or d'honneur à la Berlinale, l'Aigle d'or au Festival du film de Moscou, le prix Lumière et de nombreux autres prix (compétitifs et honorifiques) pour sa carrière cinématographique.
Comme d'autres actrices de sa génération, elle a incarné un nouveau modèle féminin, une femme émancipée, volontaire et battante qui se veut libre et indépendante, qui s'assume et qui aspire à un rôle égal dans les relations affectives et professionnelles. Se disant « féministe convaincue », Claudia Cardinale est ambassadrice de bonne volonté de l'UNESCO pour la défense des droits des femmes depuis mars 2000.

## Biographie

### 1938-1957: la jeunesse en Tunisie

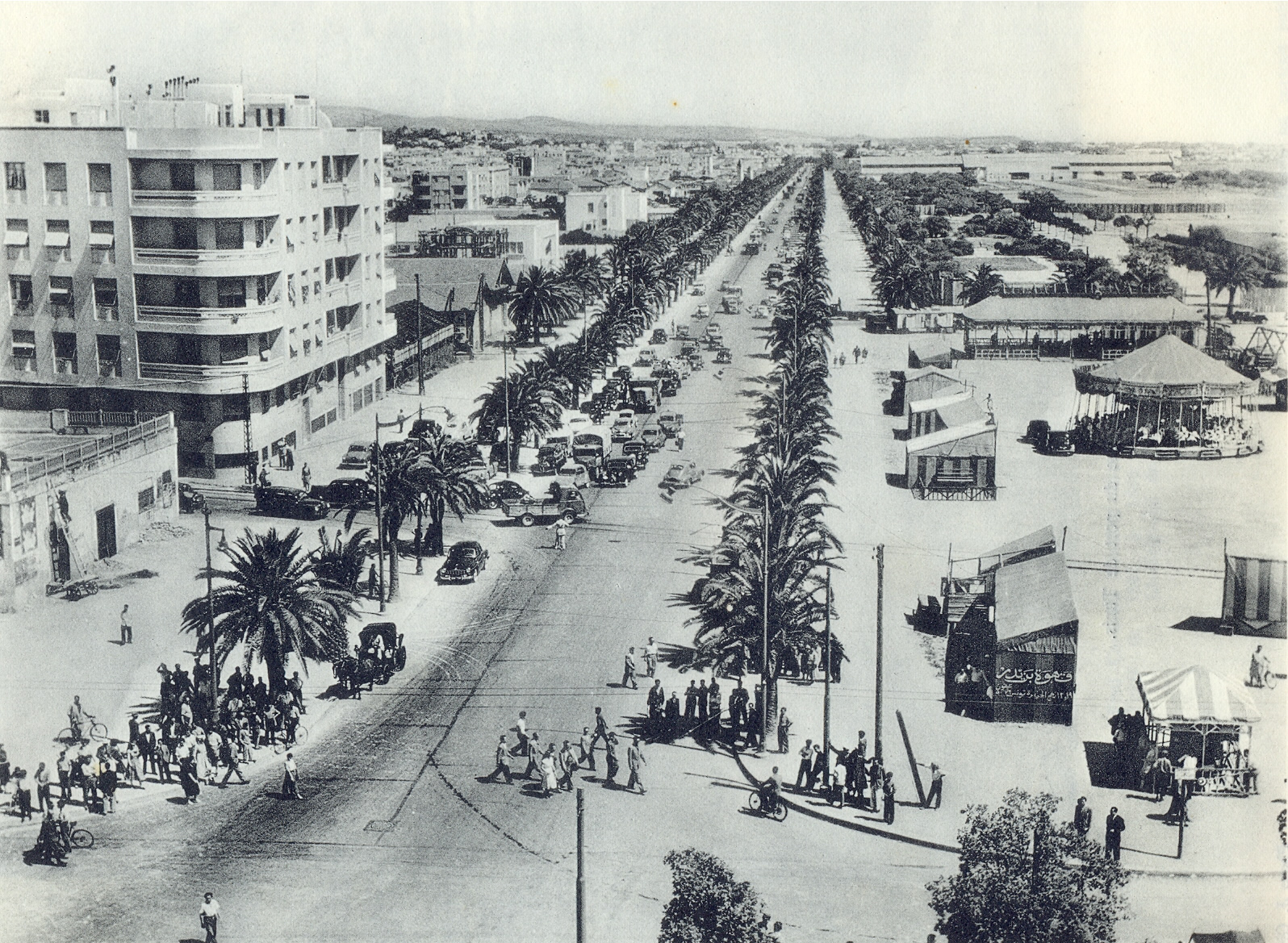
L'avenue Mohamed V à Tunis en 1942.

Ses parents, Francesco Cardinale et Yolanda Greco, sont nés respectivement le 18 novembre 1909 et le 25 juin 1918 (son père est né en Tunisie sous protectorat français tandis que sa mère est née en Libye italienne), enfants de familles émigrées de Sicile depuis environ trois générations. Ils se marient le 27 avril 1937 et, l'année suivante, Claudia naît de leur union à Tunis dans un immeuble de l'avenue Jules-Ferry (aujourd'hui avenue Habib-Bourguiba), le « Foyer du combattant », derrière le quartier de la Petite Sicile, près de la voie ferrée Tunis-Goulette-Marsa (TGM). De son nom complet Claude Joséphine Rose Cardinale, elle est l'aînée d'une fratrie de quatre enfants dont sa sœur Blanche (qui deviendra costumière) et deux frères Bruno et Adriano, qui deviendra projectionniste. Garçon manqué et enfant sauvage, elle révèle un caractère tenace, têtu et déterminé, peu enclin aux compromis. En raison de la guerre et des bombardements de 1942, la famille Cardinale déménage plusieurs fois entre Tunis et La Goulette, où s'est installée une importante communauté d'Italiens. Sa mère, née à Tripoli (à l'époque sous domination coloniale italienne), est originaire de Trapani en Sicile. Ses grands-parents paternels étaient des marchands maritimes originaires d'Isola delle Femmine, dans la province de Palerme, qui se sont ensuite installés en Tunisie lorsque celle-ci était un protectorat français. Bien que les deux parents aient été scolarisés dans des écoles françaises, leur enracinement dans leur patrie était tel que leur père, ingénieur technique à la Société nationale des chemins de fer tunisiens, a choisi de conserver sa nationalité italienne au lieu de prendre la nationalité française, ce qui aurait pourtant facilité la vie de leur famille, surtout pendant les années de la Seconde Guerre mondiale, où l'alliance de l'Italie fasciste avec le régime nazi a fait ressortir une certaine italophobie en Tunisie française. Par respect pour le choix de son père, lorsque Cardinale s'installe en France à l'âge adulte, elle préfère rester elle-même italienne. Au début des années 1950, elle vit quelque temps chez des parents à Trapani.
Ses langues maternelles sont l'arabe tunisien, le français et le sicilien, appris au contact de ses parents. Jusqu'à l'âge de seize ans, elle ne parlait pas bien l'italien. Elle n'a commencé à l'apprendre que lorsqu'elle a entamé sa carrière d'actrice. Claudia Cardinale est scolarisée avec sa sœur Blanche, d'un an sa cadette, à l'école des religieuses de Saint-Joseph-de-l'Apparition à Carthage, mais son agitation lui vaut de continuelles punitions ; elle étudie ensuite à l'école Paul Cambon, où elle obtient son diplôme avec la perspective de devenir institutrice. Comme de nombreuses filles de sa génération, elle est fascinée par l'acteur américain Marlon Brando ainsi que par « BB », la vedette française Brigitte Bardot, qui s'est fait connaître en 1956 avec Et Dieu… créa la femme de Roger Vadim. Elle témoigne « Tout le monde m'appelait CC. Mes copines de lycée trouvaient que je ressemblais à Brigitte Bardot. Il faut dire que je l'imitais un peu : la queue-de-cheval, les guiches sur le front, les petites robes à carreaux... ».

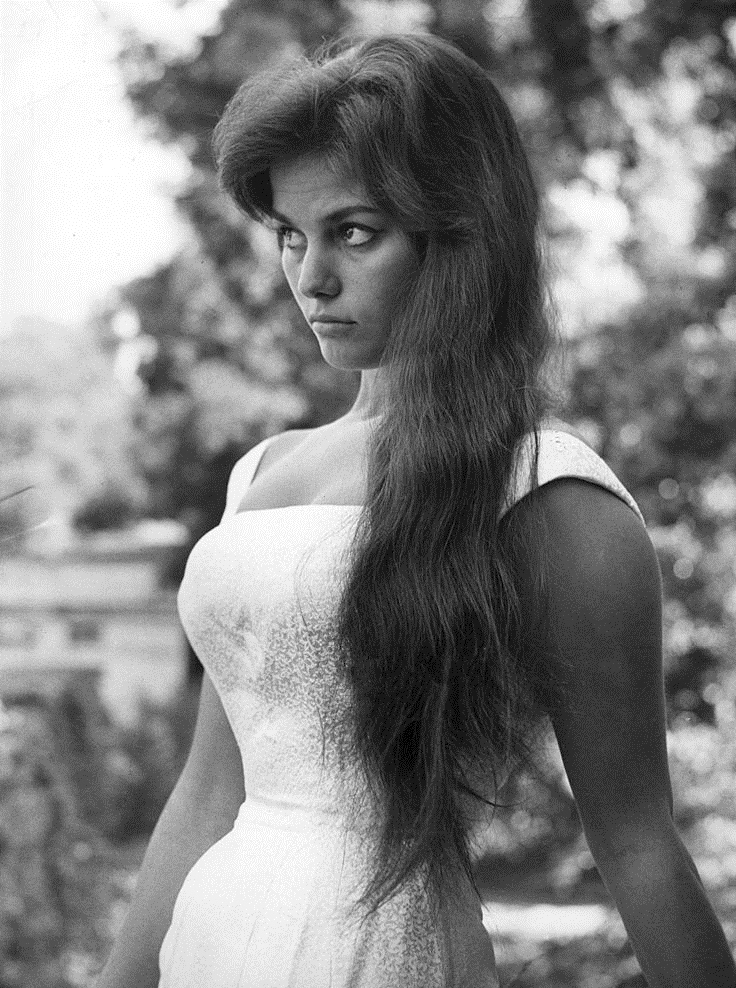
En 1957, Claudia Cardinale a 19 ans.

Son premier contact avec le monde du cinéma est sa participation, avec ses camarades de classe, à un court métrage du réalisateur français René Vautier intitulé Les Anneaux d'or en 1956, sur le thème de l'indépendance économique et sociale du pays, et présenté plus tard avec succès à la Berlinale 1958, où il remporte l'Ours d'argent. Son seul gros plan dans ce film dans le rôle d'une petite Arabe suffit à faire d'elle une célébrité locale et lui permet d'être repérée par Jacques Baratier, qui lui offre le petit rôle d'une jeune Arabe voilée dans Goha. Elle l'accepte à contrecœur, Baratier ayant expliqué qu'il souhaitait une actrice tunisienne plutôt qu'italienne pour tenir le rôle d'une domestique aux côtés de l'acteur égyptien Omar Sharif, alors encore peu connu. Cette apparition marque néanmoins ses débuts au cinéma et le film est présenté en sélection officielle en compétition au Festival de Cannes 1958 où il a reçu le prix « le premier regard - un certain regard » ex-æquo avec Visages de bronze de Bernard Taisant.
Mais c'est en 1957, lors de la Semaine du film italien à Tunis organisée par Unitalia-Film, qu'elle fait une percée décisive en remportant, sans le vouloir, le prix de la « plus belle Italienne de Tunisie », organisé à Gammarth. Ce concours de beauté avait pour but de récolter des fonds pour une œuvre de charité ; la mère de Cardinale faisait partie du comité de charité. Claudia raconte qu'elle a été poussée sur scène par quelqu'un alors qu'elle aidait aux préparatifs et qu'elle a été déclarée gagnante. À l'époque, Claudia avait son diplôme d'enseignante et espérait enseigner dans une ville du désert tunisien.
Ce prix lui vaut un voyage à Venise lors de la Mostra. Sur la plage vénitienne, la charmante jeune fille de 18 ans ne passe pas inaperçue aux yeux des nombreux réalisateurs et producteurs présents, dont ceux de Salvatore Argento et de Lidio Bozzini (it) qui lui conseille d'aller étudier au Centro sperimentale di cinematografia (CSC) à Rome. La jeune actrice s'exécute et se rend à Rome pour s'inscrire au CSC (son professeur de diction est Tina Lattanzi), mais c'est une expérience brève et insatisfaisante, qui révèle une faible aptitude à la profession d'actrice (exacerbée par ses difficultés avec la langue italienne), malgré son extraordinaire photogénie. Elle abandonne ses études après un seul trimestre et décide de rentrer chez elle, ce qui lui vaut la couverture de l'hebdomadaire populaire Epoca pour cette décision inattendue de refuser l'aventure du cinéma.

### 1958-1960: les débuts en Italie

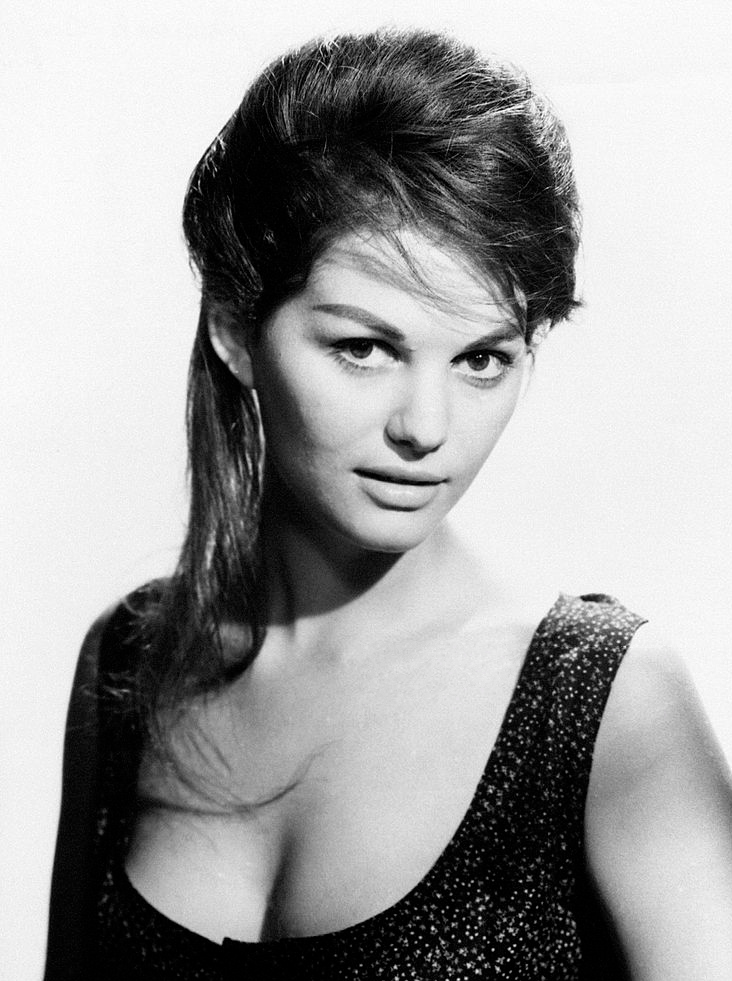
Claudia Cardinale en 1960.

De retour à Tunis, Claudia Cardinale découvre avec stupeur qu'elle est enceinte, résultat de ce qu'elle décrira plus tard comme une relation « terrible » (elle parlera d'enlèvement et de viol) avec un Français de dix ans son aîné, qui a commencé alors qu'elle n'avait que 17 ans et a duré environ un an. Lors de cette découverte, il voulait qu'elle avorte, mais elle décide de garder l'enfant. Elle a résolu ses problèmes en signant un contrat d'exclusivité de sept ans avec la société de production Vides Cinematografica sous l'égide du producteur turinois Franco Cristaldi,. Cristaldi a proposé le contrat à Cardinale sans lui faire passer d'essai à l'écran. Le contrat contenait de nombreuses stipulations que Cardinale devait respecter pendant que Cristaldi la préparait. Cristaldi a géré en grande partie le début de sa carrière et elle a été mariée avec lui de 1966 à 1975.
Son premier film italien est Le Pigeon (1958) de Mario Monicelli, dans lequel elle joue le petit rôle de Carmelina, une jeune fille enfermée à la maison par son frère dominateur : le premier de nombreux rôles d'une Sicilienne, auxquels son apparence méditerranéenne (qui lui permet d'être aussi bien aristocrate que paysanne) semblait la destiner. Ses partenaires masculins à l'écran sont Vittorio Gassman, Totò, Marcello Mastroianni et Renato Salvatori. Sur le plateau, l'actrice arabophone et francophone ne comprend pas un mot d'italien et se dit « effrayée de voir tout le monde gesticuler en gueulant très fort », avant de comprendre que cette façon de s'exprimer de façon démonstrative est courante en Italie. Le film sort le 26 juillet 1958 en Italie, il est un succès immédiat avec 6 497 829 entrées (8e au box-office Italie 1958-1959,) et Cardinale devient immédiatement reconnaissable, étant même déjà présentée par certains journaux comme « la fidanzata d'Italia » (litt. « la petite fiancée de l'Italie »),. Le grand retentissement qu'a eu ce film a valu à Claudia, sans qu'elle l'ait vraiment voulu, de petits emplois à la télévision et des annonces dans les journaux.

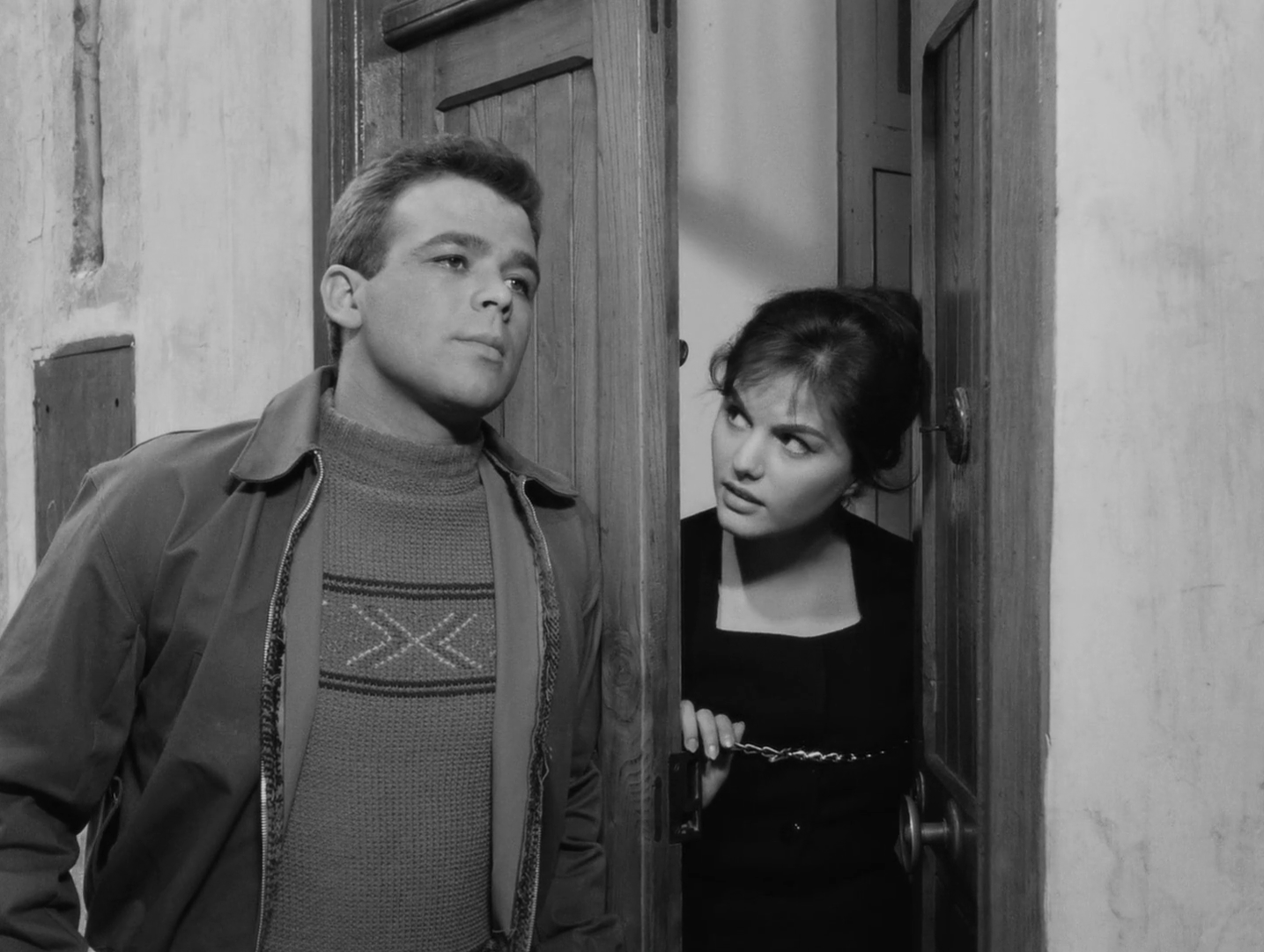
Avec Renato Salvatori dans Le Pigeon (1958).

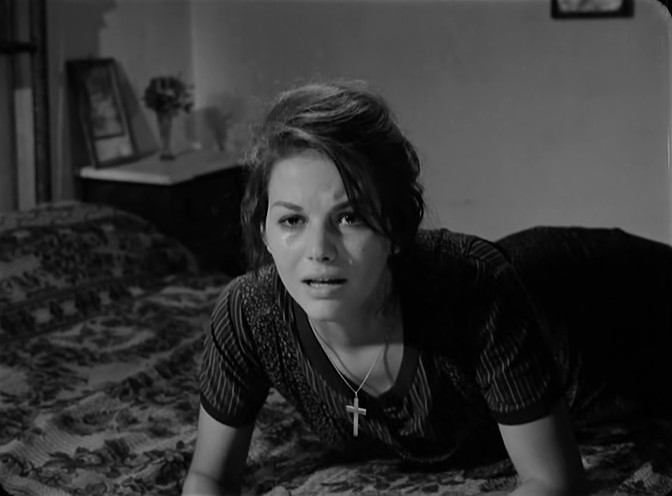
Claudia Cardinale dans Meurtre à l'italienne (1959).

Bien qu'elle ait travaillé jusqu'à son septième mois, la grossesse de Cardinale est gardée secrète. Tourmentée par des pensées suicidaires, elle tombe dans un état dépressif et, estimant ne plus pouvoir cacher son état, demande à Cristaldi de mettre fin à son contrat. Comprenant sa situation, il l'envoie à Londres pour l'accouchement, loin de la presse. Cristaldi dit à Cardinale de ne pas révéler son état car son public se sentirait trahi et cela mettrait fin à sa carrière. Afin de préserver le secret, il rédige un contrat très pointilleux couvrant chaque petit détail de sa vie, la privant de toute possibilité d'agir en son nom propre. Elle explique : « Je n'étais plus maître de mon corps ni de mes pensées. Même parler avec un ami de tout ce qui pouvait me différencier de mon image publique était risqué, car si cela avait été rendu public, j'aurais eu des ennuis. Tout était entre les mains de Vides Cinematografica ». Le petit Patrick naît à Londres le 19 octobre 1958. Pendant sept ans, Cardinale a gardé son secret, non seulement vis-à-vis du public, mais aussi de son propre fils, Patrick, qui a grandi dans la famille avec ses parents et sa sœur, plus ou moins comme un frère, jusqu'au jour où Enzo Biagi, un journaliste, a découvert la vérité. Après que Cardinale a décidé de tout lui raconter, il a publié son histoire dans Oggi et L'Europeo.
Deux autres films suivent, Trois Étrangères à Rome (sorti en Italie le 2 novembre 1958) de Claudio Gora aux côtés d'Yvonne Monlaur et Françoise Danell ainsi que Les Noces vénitiennes (1959) d'Alberto Cavalcanti aux côtés de Martine Carol et Vittorio De Sica. Elle est ensuite engagée dans Nous sommes tous coupables (1959), où elle côtoie l'acteur espagnol José Suárez et des acteurs français comme François Périer et Jacqueline Sassard ; le film, réalisé par Luigi Zampa, aborde des thèmes délicats tels que la corruption, la misère sociale, l'omertà et le chantage. Elle participe également à la comédie Entrée de service (1959) de Ralph Thomas, produite en Angleterre, avec Michael Craig.
Dans Meurtre à l'italienne (1959) de Pietro Germi, elle est pour la première fois de sa carrière la tête d'affiche. Grâce à la direction de l'acteur-réalisateur bourru et laconique, avec lequel naît une affinité immédiate, Cardinale commence à apprendre réellement ce qu'est le jeu d'actrice et à se sentir à l'aise devant la caméra. Elle considère ce film comme son premier véritable test en tant qu'actrice. Il lui vaut une critique élogieuse de Federico Fellini (« Une Cardinal dont je me souviendrai longtemps. Ces yeux qui regardent de chaque côté de son nez, ces longs cheveux bruns ébouriffés [...] ce visage de biche, de chat, et qui exprime si passionnément le tragique... ») Une autre critique flatteuse provenant de Pier Paolo Pasolini, qui est impressionné par son interprétation dramatique, ne fait qu'accentuer sa confiance en elle et l'encourage à persévérer dans la progression de sa carrière cinématographique.

### 1959-1962: la première incursion en France

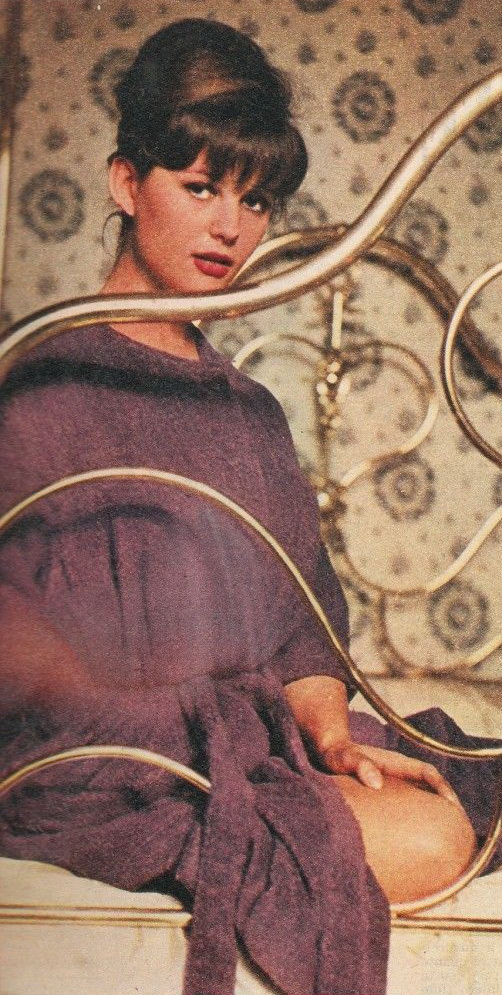
L'actrice en 1961.

Son premier film entièrement en français est la pharaonique superproduction d'Abel Gance Austerlitz où elle interprète Pauline Bonaparte aux côtés de Pierre Mondy en Napoléon, Martine Carol en Joséphine de Beauharnais et Vittorio De Sica en pape Pie VII. Le film a été tourné en République fédérative socialiste de Yougoslavie à Zagreb d'octobre à décembre 1959. Après son chef-d'œuvre Napoléon sorti en 1927, Gance refait dans ce film de près de trois heures un portrait haut en couleur de l'Empereur français. Selon Jacques de Baroncelli, « Abel Gance à la suite de nombreux historiens, s'est efforcé de "démystifier" Napoléon. Dans [la seconde partie du film], tout entier consacré au génie militaire de l'empereur, il a dépeint au contraire le héros, sans craindre à l'occasion de faire quelques emprunts à la légende ». D'autres comme Jean Tulard dans Le Nouveau guide des films estiment que le film consiste en un « défilé de vedettes distribuées en dépit du bon sens ». Il attire les faveurs du public puisqu'il se place 10e du box-office France 1960 avec 3 452 012 entrées.
Elle fait ensuite une apparition dans Auguste de Pierre Chevalier, une comédie adaptée de la pièce de théâtre éponyme de Raymond Castans. Dans ce film mineur qui met en vedette Fernand Raynaud, Valérie Lagrange et Jean Poiret, Cardinale a l'occasion de croiser l'illustre Ingrid Bergman qui fait elle aussi une caméo.
Cardinale décroche ensuite le rôle principal dans la comédie Les lions sont lâchés réalisée par Henri Verneuil et dialoguée par Michel Audiard. Elle y côtoie des grands noms du cinéma français que sont Jean-Claude Brialy, Danielle Darrieux, Michèle Morgan et Lino Ventura. Dans ce film adapté d'un roman de Nicole (pseudonyme commun de Françoise Parturier et Josette Raoul-Duval), Cardinale interprète une jeune et belle provinciale qui découvre l'insignifiance du Paris chic et mondain. Elle incarne aussi la rivale plus jeune et plus belle de la vieillissante Danielle Darrieux. Destiné particulièrement au public féminin, Les lions sont lâchés connaît un joli succès avec 2 054 954 entrées en France. Cardinale est de plus en plus comparée à Brigitte Bardot dans le public français.
Son travail avec Bolognini, Le Mauvais Chemin, lui permet de rencontrer Jean-Paul Belmondo, avec qui elle tourne ensuite le film de cape et d'épée Cartouche (1962) de Philippe de Broca. Durant le tournage qui se déroule de juillet à octobre 1961 à Béziers, Ermenonville et Pézenas, elle vit une petite histoire d'amour avec Belmondo. Il s'agit d'une adaptation très romancée de la vie de Louis Dominique Cartouche, un brigand au grand cœur qui ridiculise les riches sous l'acclamation des pauvres. Claudia Cardinale incarne Vénus, la partenaire de Belmondo à l'écran, une voleuse pleine de vitalité. Pourtant, certains critiques français ne seront pas tendre avec l'actrice italienne : Jacqueline Fabre écrit dans Libération « Sa beauté éclatante et sa fraîcheur ne suffisent pas à passer l'écran, C.C. doit apprendre à jouer la comédie » tandis que Michel Aubriant dans Paris-Presse « Seul nuage dans ce film heureux : la présence de Claudia Cardinale, belle personne inexpressive, aussi douée pour le cinéma qu'un manœuvre léger pour l'inspection des finances ». D'autres estimeront que « Belmondo et Claudia Cardinale forment à l’écran un couple d’une sensualité irrésistible ». Le film est un succès avec 3 610 402 entrées, atteignant la 6e place du box-office France 1962, ce qui contribue à faire d'elle une vedette également en France.

### 1960-1961: Mauro Bolognini et Valerio Zurlini
|                            |  |                            |
| Mauro Bolognini (en 1990). |  | Valerio Zurlini (en 1973). |

Sa maternité cachée lui fait mener une vie de plus en plus retirée, l'empêchant de vivre pleinement son exposition publique : son existence se réduit à ses devoirs de mère ainsi qu'à un travail acharné et ininterrompu, où les films se succèdent les uns aux autres (rien qu'au cours de l'année 1960, elle joue dans cinq films), Le Bel Antonio de Mauro Bolognini, Austerlitz d'Abel Gance, Hold-up à la milanaise de Nanni Loy, considéré comme la suite du Pigeon, et la première rencontre professionnelle avec le cinéaste Luchino Visconti avec Rocco et ses frères où elle joue Ginetta, la fiancée de Spýros Fokás, aux côtés d'Alain Delon et d'Annie Girardot. Ce film qui raconte une tranche de vie réaliste et nerveuse, est considéré comme l'un des plus grands chefs-d'œuvre du Maestro et fait désormais partie de la fameuse liste des 100 films italiens à sauver. C'est aussi et surtout un retentissant succès public, avec 10 220 365 entrées en Italie, ce qui place le film 3e du box-office Italie 1960-1961 et 1er film italien. Le succès est beaucoup plus modéré en France avec 2 173 480 entrées, ce qui le place 27e du box-office France 1961. Cependant, c'est son rôle principal dans Les Dauphins de Citto Maselli qui vaut à l'actrice le plus d'attention durant cette période, Francesco Freda estimant que le film lui a ouvert la voie « vers un grand succès », notant la « douceur de son sourire » qui a touché la corde sensible du public.
La stratégie de Cristaldi consistait jusque-là à lui faire jouer de petits rôles, mais avec les plus grands réalisateurs. Sa rencontre avec Mauro Bolognini sera decisive. C'est le début d'une harmonieuse relation professionnelle et privée qui donne naissance à cinq films, dont certains parmi les préférés de l'actrice, comme Quand la chair succombe (1962), Liberté, mon amour ! (1973) et surtout Le Mauvais Chemin (1961). « Avec lui, derrière la caméra, une fois de plus, comme avec Germi, je me suis sentie en confiance ». Elle ajoute : « Je considère Mauro Bolognini comme un grand réalisateur : un homme d'une rare sagesse professionnelle, d'un goût et d'une culture très sûrs, ainsi que, pour moi personnellement, un ami sensible et sincère ». Dans les films de Bolognini, Cardinale incarne souvent une sorte de mante religieuse, une figure d'une grande féminité qui représente la perdition pour le sexe opposé.

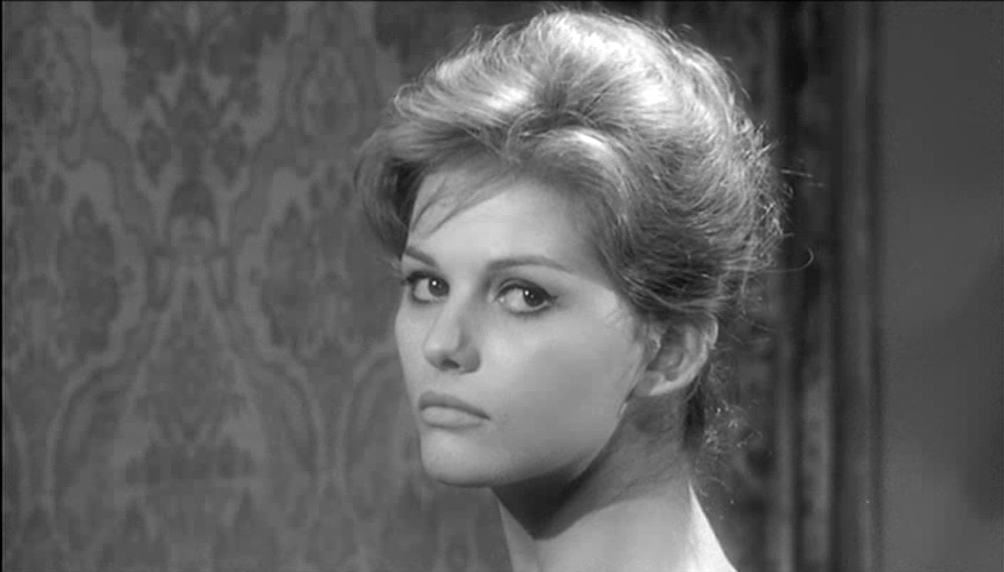
Claudia Cardinale dans Le Bel Antonio (1960).

Pendant le tournage du Bel Antonio, Marcello Mastroianni, la vedette de La dolce vita, tombe amoureux d'elle. Bien qu'attirée par son charme doux, elle le rejette parce qu'elle ne prend pas ses avances au sérieux, le considérant comme l'un de ces acteurs qui ne peuvent s'empêcher de tomber amoureux de toutes les actrices qu'il croise. Des années plus tard, Mastroianni lui reprochera encore de ne pas avoir cru à l'authenticité de ses sentiments. Cardinale témoigne : « Il l’a même dit une fois dans une émission de télévision où j’étais invitée. À mon arrivée, il s’est précipité sur moi et m’a lancé : « J’étais tellement amoureux de toi ». Je lui ai dit : « Arrête, Marcello ! On est en direct ! ». Je pensais à Catherine Deneuve, avec qui il était alors marié. Mais lui : « Je m’en fous ! J’étais amoureux fou ! ». C’était gentil mais pas malin. Deneuve a été furieuse et m’a longtemps boudée ». Malgré l'embarras qu'elle a causée à Bolognini, la relation tensionnelle entre les deux interprètes s'est avérée idéale pour transmettre celle qui règne entre les personnages du film, où Mastroianni interprète un Sicilien tellement amoureux de sa femme Barbara qu'il en est impuissant. Cardinale raconte : « Figurez-vous qu’il ne pouvait plus sortir de l’hôtel, à Catane, car les hommes étaient prêts à en venir aux mains avec lui sous le prétexte qu’un Sicilien impuissant, ça n’existe pas ». Le film remporte le Léopard d'or au Festival international du film de Locarno 1960.

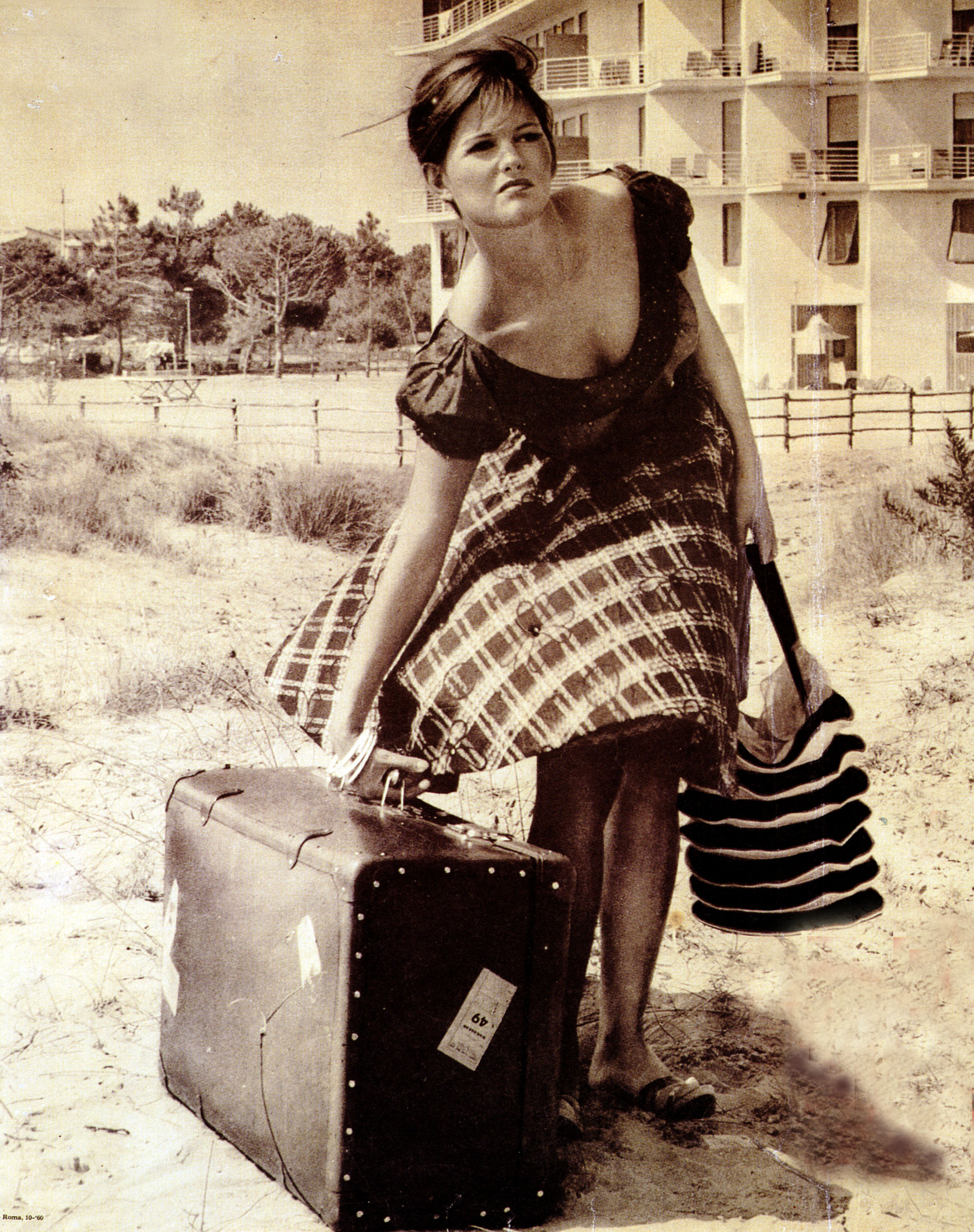
Dans La Fille à la valise (1961).

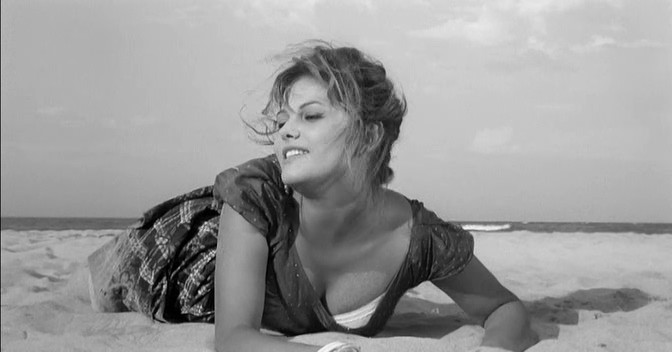
Claudia Cardinale dans la scène de la plage de La Fille à la valise (1961).

L'un des grands « film de [sa] vie » est La Fille à la valise de Valerio Zurlini, où elle joue Aida, une fille-mère qui chante et danse pour gagner sa vie et rencontre Jacques Perrin, un fils de bonne famille qui se lassera bientôt d'elle. L'histoire du film reflète étrangement la situation personnelle de l'actrice : « La scène la plus difficile à tourner fut ma confession au restaurant de la gare, quand je parle de l’enfant secret que j’ai eu, fille-mère, laissé à Rimini. Car c’était exactement ma situation dans la vie, mais sans pouvoir le dire à personne. Dans mon contrat d’actrice, en effet, il était inscrit que je devais cacher l’existence de mon fils, Patrick, et dire qu’il s’agissait de mon petit frère. Dans cette scène, j’ai dû parler de ça, la situation était la même et je pleurais tout le temps. Les gens ne comprenaient pas pourquoi cette scène me bouleversait. J’y ai mis tout mon secret ». Ce film la touche tellement qu'il lui faudra ensuite plusieurs mois pour parvenir à se détacher émotionnellement de son personnage.
Le réalisateur l'avait choisie pour ce rôle difficile, contre l'avis de tous, alors qu'elle n'était pas encore considérée comme une « véritable » actrice. À l'instar de Pietro Germi, il se place à ses côtés pendant le tournage : « Zurlini était de ceux qui aiment beaucoup les femmes : il avait une sensibilité presque féminine. Il me comprenait du premier coup d'œil. Il m'a tout appris, sans rien m'imposer. Il m'appréciait vraiment ». Une véritable amitié est née entre eux deux, basée sur une profonde compréhension mutuelle.
Le Mauvais Chemin de Bolognini tout comme La Fille à la valise de Zurlini sont sélectionnés en compétition pour le Festival de Cannes 1961. Sur la Croisette, l'actrice de 22 ans n'est pas encore comparable aux deux divas italiennes qui attirent tous les regards : Sophia Loren (qui remporte le prix d'interprétation féminine avec La ciociara) et Gina Lollobrigida. Mais selon certains journaux, elle pourrait devenir l'alter ego de Brigitte Bardot : le magazine français Paris Match lui consacre sa une de son no 636 du 17 juin 1961 avec pour légende « On l'appelle déjà CC. C'est Claudia Cardinale la jeune rivale de BB ».
En 1962, Cardinale accepte un entretien avec Alberto Moravia qui lui dit en préambule « Ma chère Claudia, je vais vous demander de répondre à une interview un peu particulière. Vous devez accepter d’être réduite à l’état d’objet ». Cardinal commentera cette séquence plus tard : « J'ai utilisé mon corps comme un masque, comme une représentation de moi-même ». L'actrice s'était bien rendu compte, avec un certain amusement, que son physique met mal à l'aise l'écrivain, qui lui trouve des ressemblances avec les personnages féminins de ses romans. L'article, publié dans Esquire sous le titre « The next goddess of love » (litt. « La nouvelle déesse de l'amour »), est publié dans le monde entier, puis retravaillé et considérablement développé dans un livre intitulé « La dea dell'amore », publié en 1963. Quelques années plus tard, Cardinale incarnera l'une des héroïnes de l'écrivain dans Les Deux Rivales (1964), adapté du premier roman de Moravia Les Indifférents (1931).
« Quando ride, i suoi occhi diventano due fessure nere, scintillanti con qualche cosa di monellesco, di scatenato, di intenso, di meridionale. »
— Alberto Moravia

« Quand elle rit, ses yeux deviennent deux fentes noires, étincelantes de quelque chose d'espiègle, de sauvage, d'intense, de méridional. »

### L'actrice et le producteur: la relation avec Franco Cristaldi

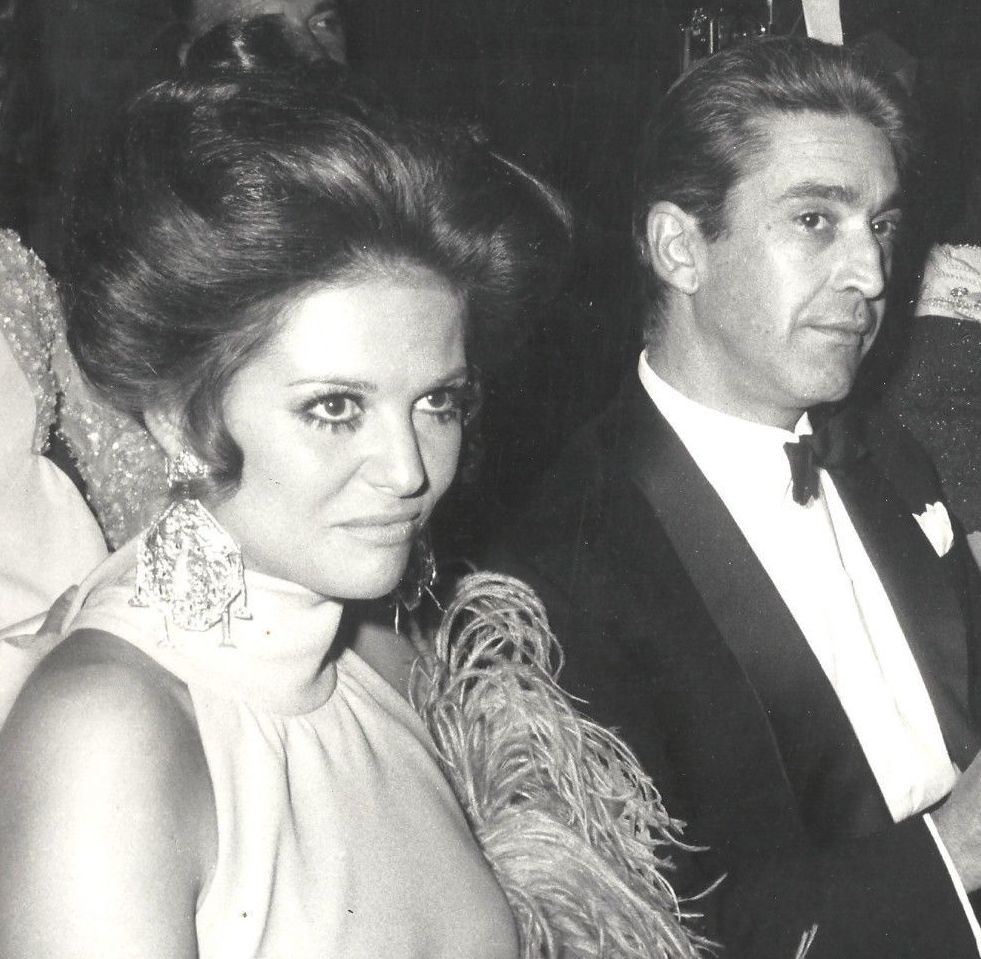
Claudia Cardinale et Franco Cristaldi en 1965.

Sa relation professionnelle avec le producteur Cristaldi, quelques années après la signature de son contrat avec sa société Vides Cinematografica, devient progressivement plus intime. Cardinale est consciente que cette liaison n'a aucune chance de devenir officielle ni de déboucher sur un mariage. De plus, elle culpabilise que son couple avec Cristaldi reflète si bien le stéréotype d'un producteur qui découvre une actrice pour la mettre dans son lit. Elle affirmera plus tard qu'elle ne s'est jamais vraiment sentie la compagne de Cristaldi, car elle a toujours été dans une position subalterne par rapport au producteur, « une Cendrillon gratifiée par sa générosité », pour l'aide qu'il lui a apportée au moment critique de sa grossesse secrète, mais écrasée par une relation privée qu'il lui était impossible de séparer de la relation de travail.
Cette situation permet en effet au producteur de la contrôler en permanence par l'intermédiaire de son personnel (une équipe composée de l'attachée de presse, de la secrétaire américaine Carolyn Pfeiffer et du chauffeur personnel), ce qui lui fait se sentir comme prisonnière dans une tour d'ivoire et qui lui rappelle sans cesse qu'il l'a créée et qu'elle lui appartient. Ils mènent des vies séparées, sauf lors de courts voyages, et elle ne l'appelle jamais « Franco », mais seulement « Cristaldi ». L'insatisfaction croissante que cette situation lui inspire finit par provoquer une rupture.

### 1963, l'année de la consécration: Visconti, Fellini et Comencini

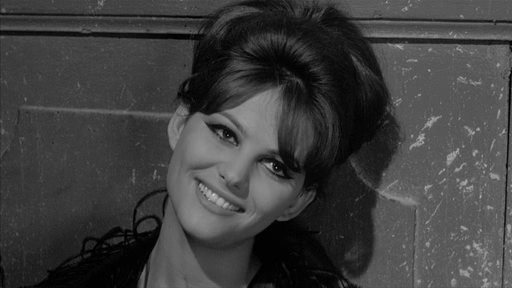
Dans Huit et demi (1963).

1963 est une année charnière pour la carrière de Cardinale : elle a l'occasion unique de travailler simultanément avec deux des plus grands maîtres du cinéma italien dans des films déterminants pour sa carrière. Elle participe au Guépard de Luchino Visconti et à Huit et demi de Federico Fellini, expérimentant comment deux artistes peuvent être des génies de manière totalement différente, en suivant des chemins, des instincts et des méthodes même opposés. Sur le plateau de Visconti, le climat était presque religieux : on ne vivait que pour le film, en laissant le monde extérieur à l'extérieur. Autant Visconti avait besoin de silence pour travailler, autant Fellini avait besoin d'être plongé dans un bouillonnement d'activité : avec le premier, il était impossible de changer une virgule, avec le second, le climat était à l'improvisation complète, même si l'on ne se rendait pas compte à ce moment-là que l'on était transporté là où il voulait.
Visconti, qui lui avait offert « le plus beau cadeau de [sa] vie d'actrice », avait l'habitude de lui parler dans un excellent français, qu'il avait appris lorsqu'il était l'assistant de Jean Renoir, tandis que Fellini l'entraînait dans de longues promenades bavardes dans un italien fleuri. Ils étaient tous deux très tendres avec elle et l'appelaient du même surnom affectueux : « Claudina » : « Luchino a fait et fera toujours partie de ma vie : il est dans mes pensées, mes souvenirs, mes rêves, mais je le retrouve encore plus concrètement, matériellement, dans le visage et le regard que j'ai aujourd'hui, dans mes mains... » ; « Avec Federico, je n'ai tourné qu'un seul film. Il m'a fait me sentir le centre du monde : la plus belle, la plus "spéciale" de toutes, la plus importante ».

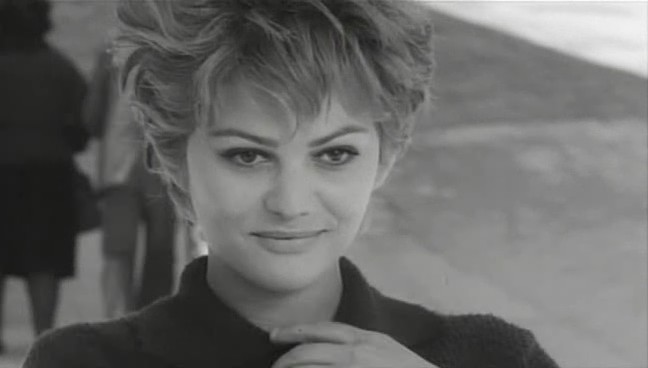
Dans La ragazza (1963).

Fellini fait faire à son avatar cinématographique Marcello Mastroianni une déclaration d'amour révérencieuse à l'actrice (« Comme vous êtes belle, vous m'émerveillez, vous faites battre mon cœur comme un écolier ») et en fait une sorte d'idéal féminin : « belle, jeune et âgée, enfant et déjà femme, authentique, mystérieuse ». Il est le premier à la vouloir non doublée : pour lui, toute différence est poésie, y compris cette voix si particulière qui, grâce à lui, se révèle enfin sur le grand écran, ajoutant un charme supplémentaire à celui de l'intensité de son regard et de la beauté de ses traits. Les deux films ont participé avec succès au Festival de Cannes : Le Guépard a remporté la Palme d'Or, tandis que Huit et demi a été présenté hors compétition. Cardinale ne reste sur la Croisette que le temps de la photo historique sur la plage en compagnie des « trois guépards » : Luchino Visconti, Burt Lancaster et un véritable guépard.

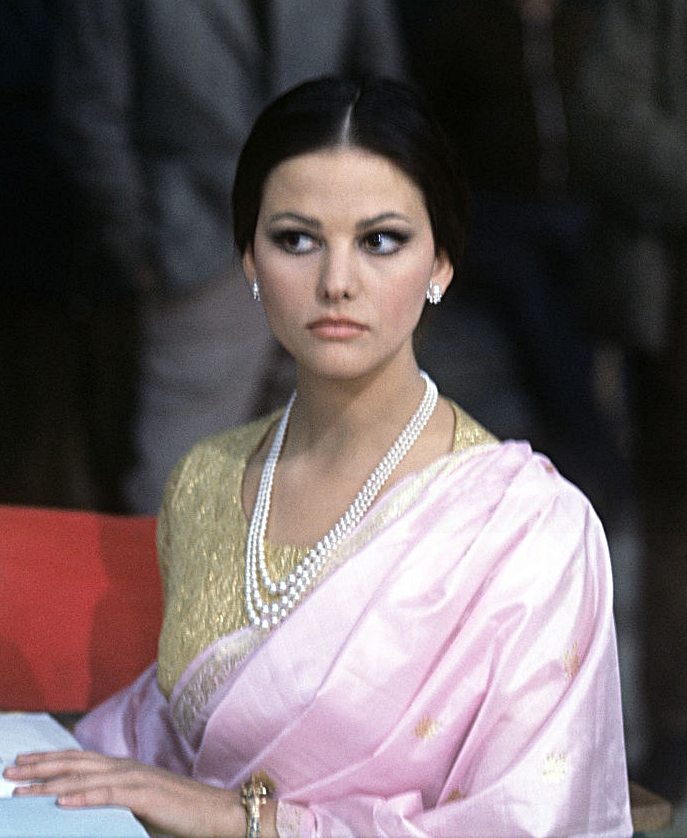
L'actrice lors du tournage de La Panthère rose (1963).

À propos de sa voix utilisée pour la première fois de sa carrière dans Huit et demi, Cardinale déclare : « Quand je suis arrivée pour mon premier film, je ne pouvais pas parler. Je me croyais sur la lune. Je ne comprenais pas de quoi ils parlaient. Et je parlais en français ; en fait, j'étais doublée. Et Federico Fellini a été le premier à utiliser ma voix. Je pense que j'avais une voix très étrange ». L'usage dans le cinéma italien de l'époque était en effet de doubler les acteurs en postsynchronisation. Dans la version italienne originale du film Le Guépard, Cardinale est doublée par Solvejg D'Assunta (it). Sur le tournage, Claudia Cardinale parle le français dans les scènes avec Alain Delon, l'anglais avec Burt Lancaster et l'italien dans ses autres scènes. Ces doublages ont eu une conséquence négative au début de sa carrière, car pour le film La Fille à la valise, elle reçoit le ruban d'argent de la meilleure actrice, qui lui est aussitôt retiré, le jury s'étant rappelé après coup que le règlement interdit aux lauréats d'être doublés.
Alors que Huit et demi enregistre 4 154 000 entrées en Italie (20e du box-office Italie 1962-1963,), Le Guépard reste le plus grand succès de toute sa carrière en Italie avec 12 850 375 entrées (1er du box-office Italie 1962-1963,). En France, Le Guépard est 6e du box-office France 1963 avec 3 649 498 entrées.
Si l'interprétation d'Angelica dans Le Guépard et la brève apparition dans son propre rôle dans Huit et demi marquent sa consécration définitive en tant que vedette de premier plan,, sa première véritable interprétation avec sa propre voix, dans le film La ragazza de Luigi Comencini (qui a en cela sagement suivi l'exemple de Fellini), lui vaut la première reconnaissance importante pour son travail d'actrice : le ruban d'argent de la meilleure actrice.
Celle avec Comencini fut également une rencontre importante : « Luigi Comencini est un autre de ceux qui m'ont comprise immédiatement, sans mots. (...) Nous parlions très peu, même pendant les tournages : je n'ai pas besoin des mots du metteur en scène, j'ai besoin de me sentir comprise et aimée par lui. Et il m'a toujours aimée et comprise ».
Toujours en 1963, elle participe à son premier film américain (bien que tourné en Italie) : La Panthère rose de Blake Edwards, qui connaît un incroyable succès au box-office et dans lequel elle joue aux côtés d'acteurs confirmés tels que Peter Sellers, Capucine, Robert Wagner et David Niven tout en verve et en humour anglais, qui invente pour elle le compliment de « la plus belle invention italienne [...] après les spaghettis ». Trente ans plus tard, elle retrouve Blake Edwards dans Le Fils de la Panthère rose (1993), dernier volet de la série de films à succès, qui ne réitère cependant pas le succès du film original.

### 1964-1969: entre Hollywood et Cinecittà
Dans les années 1960, elle est au sommet de sa carrière et de sa renommée internationale, l'une des actrices internationales les plus recherchées de tous les temps.
Parmi ses collègues de travail les plus fréquents, il y a Tomás Milián, avec qui elle a tourné dans de nombreux films (Le Bel Antonio en 1960, Les Dauphins en 1960, Les Deux Rivales en 1964, Un couple pas ordinaire en 1968), établissant une agréable relation d'amitié et de complicité. Pendant trois ans, elle travaille aux États-Unis, où elle vit six mois par an, réussissant à rester équilibrée sans perdre la tête. Claudia témoigne : « Mon avantage à Hollywood, c'est que l'initiative ne venait pas de moi, mais d'eux. C'était l'époque où ils invitaient toutes les actrices européennes ayant un certain succès, non pas tant par ouverture et générosité, mais plutôt parce que les Américains voulaient avoir le monopole des vedettes et, s'ils en voyaient ailleurs, ils essayaient de se les approprier tout de suite. (...) La plupart du temps, en fait, ils vous détruisaient : vous alliez en Amérique, et vous reveniez sans rien ou personne. Je me suis défendue, par exemple en refusant résolument l'offre d'un contrat d'exclusivité avec Universal. J'ai signé à plusieurs reprises, pour des films individuels. Et en fin de compte, je m'en suis bien tirée ».

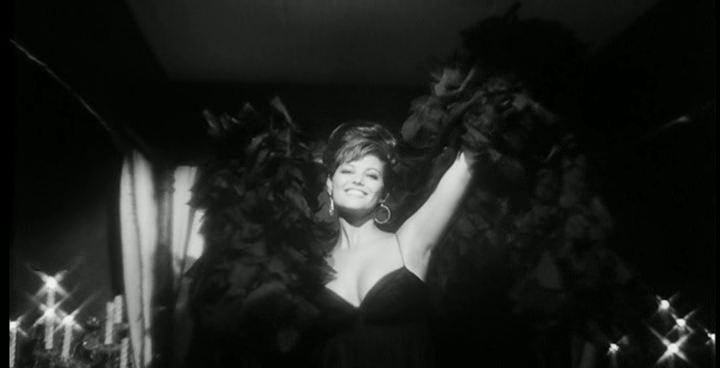
Le célèbre strip-tease de Cardinale dans Le Cocu magnifique (1964) d'Antonio Pietrangeli.

Le Plus Grand Cirque du monde (1964) d'Henry Hathaway lui permet de travailler avec deux grandes vedettes outre-Atlantique : John Wayne et Rita Hayworth.
Elle y joue la fille de Hayworth, qui se produit avec elle dans un numéro de cirque mère-fille. Alors qu'elle établit une relation très amicale avec le « Duke », elle doit assister malgré elle au déclin déchirant de Hayworth. C'est à son contact que Claudia comprend que le métier est ingrat pour les actrices passé soixante ans, surtout aux États-Unis : « Un jour, elle a débarqué dans la petite roulotte qui me servait de loge. Elle m’a regardée et elle m’a dit : "Moi aussi tu sais j’ai été belle". Et elle a éclaté en sanglots ». Ensuite, elle retourne tourner des films principalement en Italie, acceptant une réduction de salaire, tournant le dos à la célébrité hollywoodienne. Cardinale a par ailleurs déclaré : « Je n'aime pas le vedettariat. Je suis une personne normale. J'aime vivre en Europe. Je veux dire que je suis allée à Hollywood de très nombreuses fois, mais je ne voulais pas signer de contrat ».
Elle travaille pour la première fois avec Ugo Tognazzi dans le film Le Cocu magnifique (1964) réalisé par Antonio Pietrangeli d'après la pièce de théâtre belge éponyme, où elle apparaît au sommet de sa sensualité. Mais c'est une expérience dont elle ne garde « que des souvenirs désagréables : avec Pietrangeli, je suis désolée de le dire, il n'y avait pas beaucoup de sentiments. Et puis il y avait Tognazzi qui, à l'époque, me faisait une cour impitoyable... ».

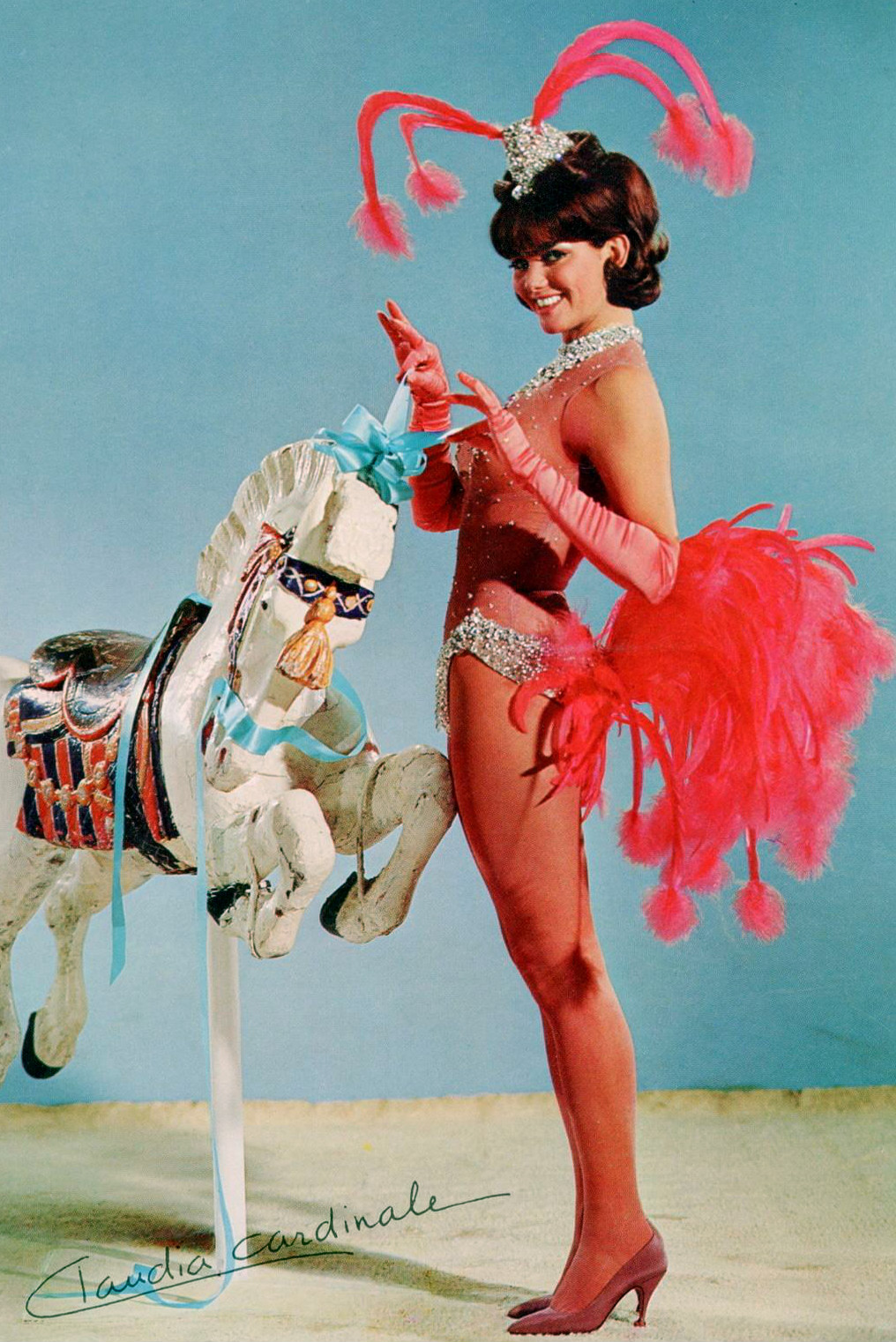
Dans Les Yeux bandés (1965).

Elle travaille ensuite avec Rock Hudson dans la comédie policière Les Yeux bandés (1965) de Philip Dunne, d'après le roman de Lucille Fletcher. C'est précisément cet acteur, dont elle n'ignorait pas les préférences sexuelles secrètes, qui fut le meilleur compagnon de sa période hollywoodienne : il se montra très protecteur, comprenant son malaise d'Européenne en terrain inconnu ; elle fréquenta aussi Alfred Hitchcock, Marilyn Monroe, Barbra Streisand, Charlton Heston et Liz Taylor, rencontra les Beatles, devint amie avec Steve McQueen, mais continua à se sentir étrangère à ce monde. Elle retrouve aussi Alain Delon et Michèle Morgan dans Les Centurions (1966) de Mark Robson. Ce film de guerre colonial franco-américain met en scène Anthony Quinn dans le rôle du lieutenant-colonel Pierre Raspeguy, inspiré par Marcel Bigeard, chargé de retrouver le chef de la rébellion algérienne, un ancien officier de son équipe durant la bataille de Diên Biên Phu. Le film est un succès surprise en France avec 4 294 756 spectateurs, ce qui le place 5e du box-office France 1966.
Mais son film le plus important de ces années-là est sans doute Sandra, qui représente sa troisième collaboration avec Luchino Visconti, cette fois sur un scénario de Suso Cecchi D'Amico. Elle y joue le rôle principal de Sandra, une femme qui revient après des années d'absence dans une grande demeure à Volterra, en Toscane. Elle est tourmentée par la mort de son père, déporté à Auschwitz et par une relation trouble, sans doute incestueuse, avec son frère Gianni, interprété par le Français Jean Sorel. Visconti regarde dans ce film une famille patricienne pourrir de l'intérieur sous le poids de ses secrets. À travers les personnages de Sandra et de Gianni, on voit apparaître une transposition moderne des figures d'Électre et d'Oreste. Comme Électre, Sandra est haïe par sa mère parce qu'« elle ne fait rien, elle ne dit rien mais elle est là ». Par ce film, Cardinale a l'occasion d'exprimer pleinement ses capacités dramatiques. Malgré un relatif échec commercial, le film remporte le Lion d'or à la Mostra de Venise 1965.
Elle retrouve ensuite Monicelli pour un épisode du film à sketches Les Ogresses (1966). Elle y incarne une jeune fille-mère gitane qui fait l'impossible pour qu'un médecin, incarné par Gastone Moschin, tombe amoureux d'elle. Dans les autres sketches du film, elle retrouve Jean Sorel ou Capucine et côtoie aussi Alberto Sordi, Monica Vitti et Enrico Maria Salerno, des acteurs italiens de premier plan qu'elle retrouvera bientôt.

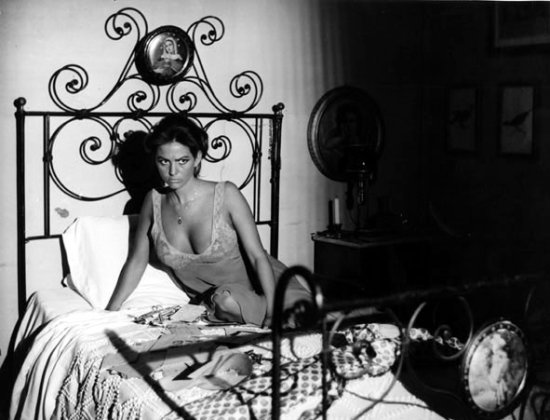
Dans Sandra (1965).

Pour illustrer la popularité de l'actrice, la maison d'édition Longanesi publie en 1966 l'insolite volume Cara Claudia... Lettere dei fans alla Cardinale.
Une photo de Cardinale figure, à son insu, sur la pochette intérieure de l'album Blonde on Blonde (1966) de l'auteur-compositeur-interprète américain Bob Dylan, apparemment à la demande de l'artiste, Les avocats de l'actrice ont menacé de poursuivre Columbia Records, la maison de disques de Dylan, et dans les rééditions ultérieures de l'album, la photo de l'actrice a été retirée. Les versions originales comprenant la photo de Cardinale sont devenues de rares objets de collection.
En 1966 également, elle s'essaie pour la première fois au western dans Les Professionnels de Richard Brooks, considéré comme son meilleur film américain, dans lequel elle retrouve avec bonheur Burt Lancaster, avec qui elle avait partagé l'expérience inoubliable du Guépard de Visconti trois ans plus tôt. Elle est la vedette de la comédie Une rose pour tous (1966) de Franco Rossi, une production italienne tournée dans l'ambiance carioca de Rio de Janeiro au Brésil, dans laquelle elle partage l'affiche avec Nino Manfredi. Elle donne la réplique à Tony Curtis et Sharon Tate dans Comment réussir en amour sans se fatiguer (1967) d'Alexander Mackendrick, une comédie de mœurs globalement rejetée par la critique où son manque d'alchimie avec son collègue Tony Curtis a été souligné.

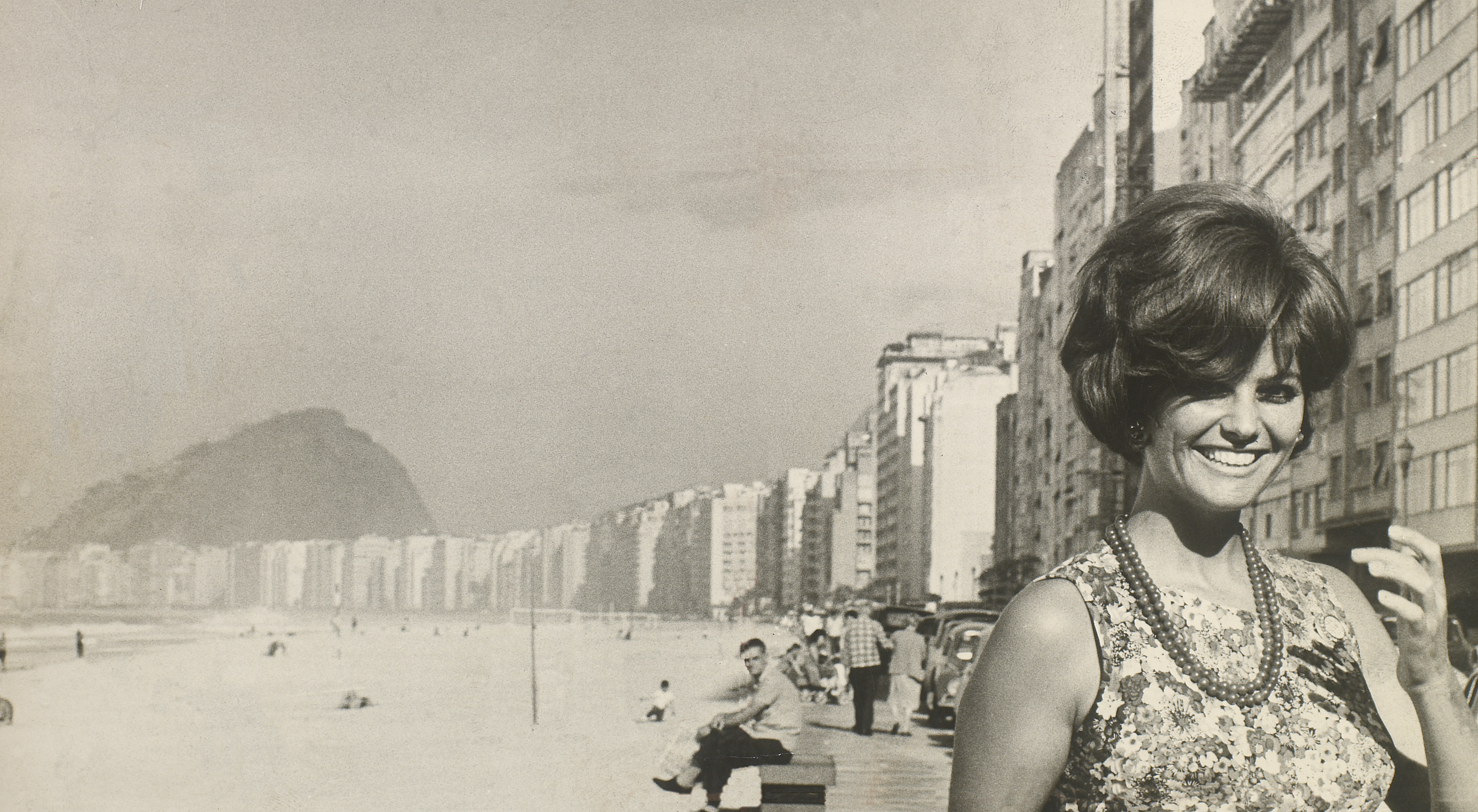
Cardinal au Brésil en 1965 pour les besoins du film Une rose pour tous.

Avec Antonella Lualdi, elles ont été les deux seules femmes à se présenter à une audience papale en minijupe. L'événement a eu lieu le 6 mai 1967, en présence du pape Paul VI, et a suscité un tel émoi qu'il a été rapporté dans les journaux de l'époque. Au début de l'année 1967, Franco Cristaldi la rejoint aux États-Unis. Alors qu'ils séjournent tous deux à Atlanta, il lui fait la surprise de l'emmener à leur cérémonie de mariage, qu'il a organisée à son insu. Elle se rend à la cérémonie, mais craint de sacrifier les droits qu'elle a sur son enfant Patrick. Ce « mariage autoproclamé », comme le définit Cardinale, est vécu par l'actrice comme une autre façon de la maintenir attachée, de moins en moins libre de décider de sa vie, plutôt que comme le résultat de sentiments sincères. Le mariage n'a jamais été officialisé en Italie.
En 1968, Cardinale joue sans relâche dans de nombreux films, ce qui la rend de plus en plus connue du public international. Elle travaille pour la deuxième et dernière fois avec son ami Rock Hudson dans Un couple pas ordinaire de Francesco Maselli, tourné en Italie, en Autriche et à New York, une comédie de mœurs légère pour laquelle elle reçoit des critiques plutôt positives. Toujours en 1968, elle joue avec Rod Taylor dans le drame Tous les héros sont morts de Joseph Sargent.
C'est aussi l'année de La Mafia fait la loi de Damiano Damiani pour lequel elle remporte le David di Donatello de la meilleure actrice dans un rôle principal.
Dans ce film situé en Sicile en 1961, l'atmosphère d'omertà qui règne dans le pays et la corruption généralisée dans tous les milieux — politique, judiciaire, ecclésiastique — sont particulièrement mises en exergue. Elle y côtoie Serge Reggiani et Tano Cimarosa, mais surtout Franco Nero, récemment auréolé par sa prestation remarquée dans le western Django (1966), qui joue ici le rôle du capitaine des Carabiniers Bellodi. Le film enregistre 4 495 771 entrées et se place 11e du box-office Italie 1967-1968.

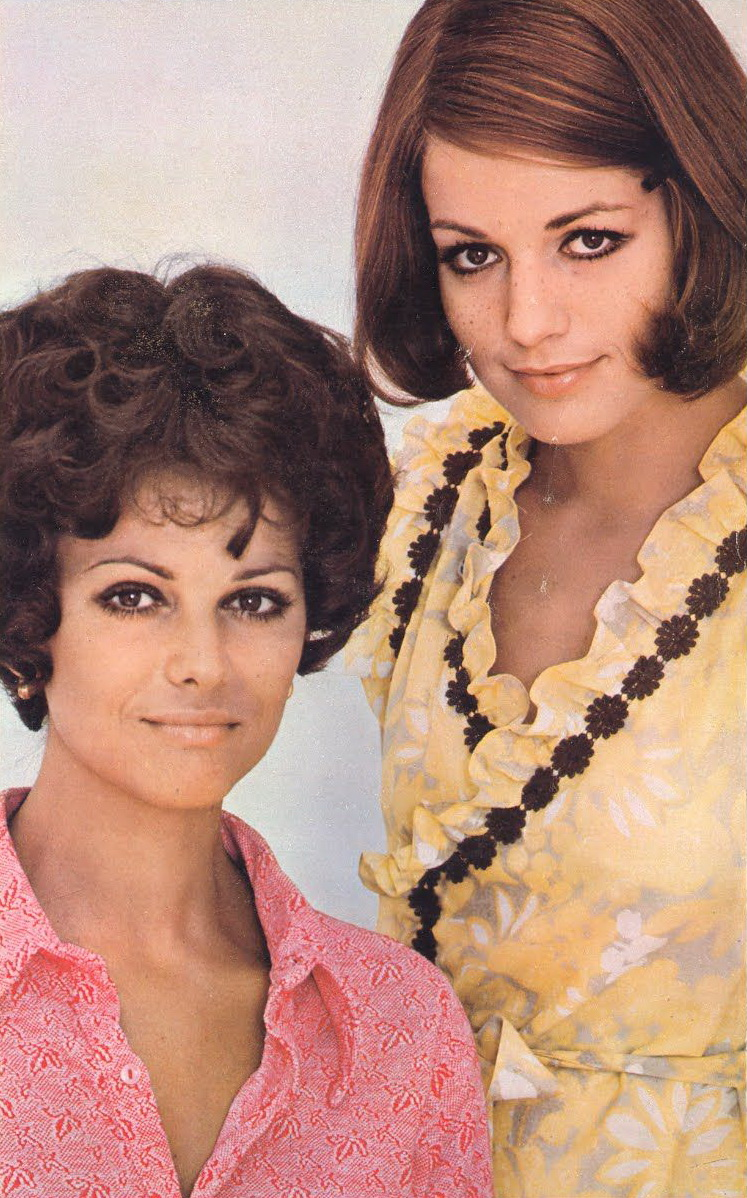
Avec Catherine Spaak dans Certain, probable et même possible (1969).

Elle joue ensuite dans le chef-d'œuvre du western spaghetti Il était une fois dans l'Ouest, le second volet de la Trilogie du temps de Sergio Leone, pour un des rares grands rôles féminins de toute l'œuvre cinématographique du réalisateur. Cardinale se souvient : « Sergio Leone était déjà un ami lorsqu'il m'a proposé de jouer le rôle de Jill dans Il était une fois dans l'Ouest. Pour me convaincre, il m'a invitée un jour chez lui et, sans scénario, m'a raconté son film plan par plan... Ça a duré huit heures ! C'était un incroyable conteur, très persuasif ». Dans cette démythification de l'Ouest sauvage, Cardinale en ancienne prostituée amenée à fonder une ville où passera le chemin de fer, représente symboliquement une figure matriarcale. C’est en son sein que s’abreuvera désormais ce nouveau pays, plus droit, plus régenté et humain, où les figures hors-la-loi et indomptées sont condamnées à disparaître. Les scènes où elle apparaît, accompagnée de la musique emblématique du maestro Ennio Morricone, restent dans l'imaginaire collectif. Le film enregistre 8 870 732 entrées en Italie (3e au box-office Italie 1968-1969), 13 millions d'entrées en Allemagne de l'Ouest et près de 15 millions d'entrées en France depuis sa sortie en août 1969 et les ressorties successives,.

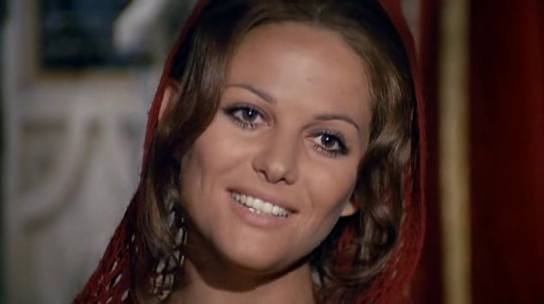
Dans Les Conspirateurs (1969).

L'expérience avec Leone a été particulièrement positive, tant sur le plan humain que professionnel : « J'aimais beaucoup Sergio. Nous étions liés par une grande affection. Avec son beau film, il m'a donné un personnage magnifique [...] Toute cette période est liée à une impression générale de grand bien-être. Avec Sergio, je me suis toujours sentie dirigée dans le bon sens (...) Je me suis sentie toujours parfaite, grâce à Sergio. Je n'ai jamais eu de problème ».
D'autres films importants ont suivi : elle interprète une demoiselle du téléphone face à Catherine Spaak dans la comédie Certain, probable et même possible (1969) de Marcello Fondato, d'après le roman Diario di una telefonista de Dacia Maraini. Elle participe ensuite à un film historique sur fond de Risorgimento, Les Conspirateurs (1969) de Luigi Magni, où elle retrouve Nino Manfredi, Enrico Maria Salerno, Alberto Sordi et Ugo Tognazzi, tandis que les rôles emblématiques d'Angelo Targhini et Leonida Montanari sont interprétés par les acteurs français Robert Hossein et Renaud Verley. Le film a remporté un grand succès auprès du public et de la critique, se plaçant 1er du box-office Italie 1969-1970 avec 9 901 145 entrées.
La décennie dorée de l'actrice s'achève avec la superproduction italo-soviétique La Tente rouge (1969) de Mikhaïl Kalatozov, dans laquelle elle joue aux côtés de l'acteur écossais Sean Connery. Elle dira plus tard de lui : « Tout ce que je peux dire, c'est "stupéfiant". Il est aussi fascinant dans la vie que ses personnages le sont à l'écran », ou encore « Au travail, je ne l'ai jamais vu se laisser aller à des crises de colère ou d'hystérie. Mais il était très sérieux : toujours le premier arrivé et le dernier parti ». Le tournage s'est déroulé à Moscou, à Leningrad et en Estonie. Le film est basé sur l'histoire de la mission de 1928 visant à sauver Umberto Nobile et les autres survivants de la chute du ballon dirigeable Italia. Le scénario a été adapté par Iouri Naguibine et Mikhaïl Kalatozov d'après le roman de Naguibine portant le même titre. Naguibine n'a pas pu achever le scénario en raison d'une série de conflits avec le producteur Franco Cristaldi, qui insistait pour que Claudia Cardinale ait un rôle plus important dans le film. En conséquence, après que Naguibine ait abandonné le projet, le scénario est achevé par Ennio De Concini et Robert Bolt,.

### 1970-1975: Skolimowski, Zampa, Ferreri et Squitieri

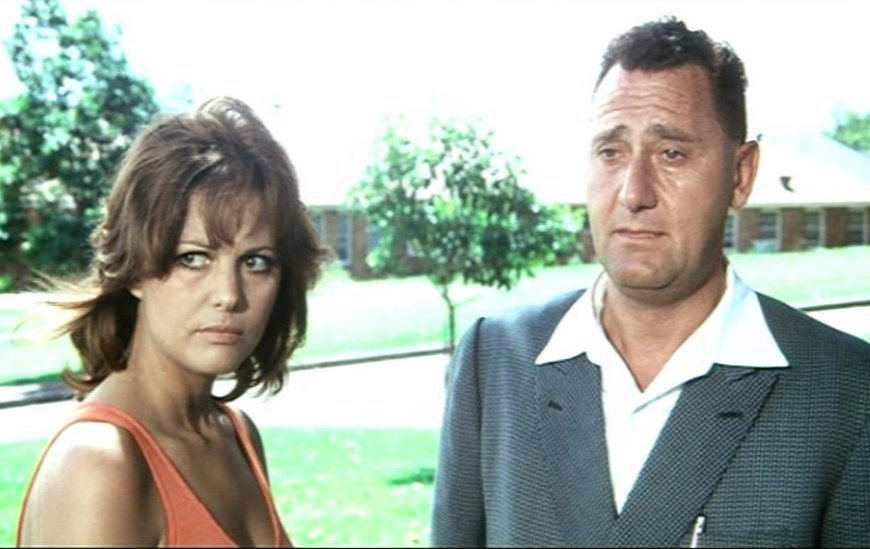
Avec Alberto Sordi dans Bello, onesto, emigrato Australia sposerebbe compaesana illibata (1971).

Sa participation à la comédie de Jerzy Skolimowski Les Aventures du brigadier Gérard (1970) d'après les nouvelles Brigadier Gérard d'Arthur Conan Doyle, une production helvético-britannique tournée à Cinecittà, est l'une des expériences les plus drôles de sa carrière. Pour son premier film étranger, le réalisateur polonais se révèle être un « fou furieux » et Cardinale doit s'efforcer personnellement d'empêcher les producteurs de le renvoyer en menaçant de quitter elle-même le film.

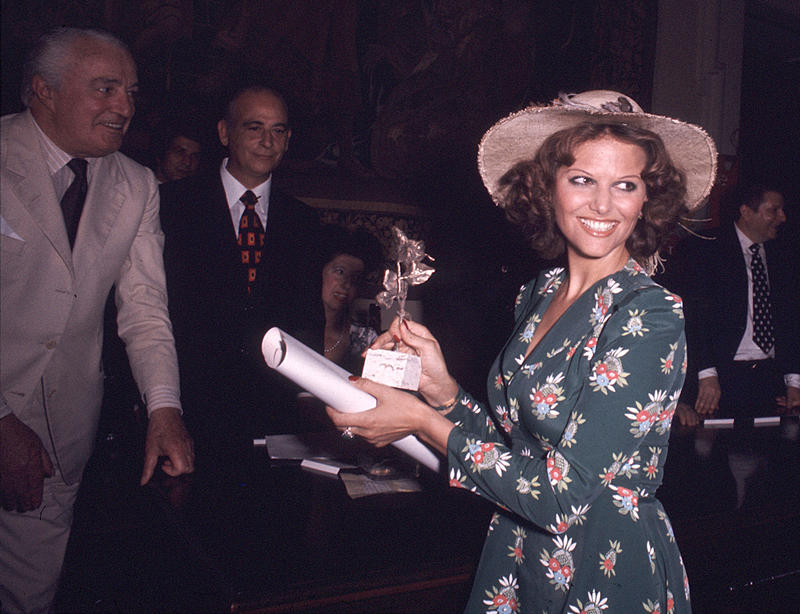
Avec Vittorio De Sica pour recevoir le David di Donatello de la meilleure actrice en 1972.

L'une des comédies italiennes les plus typiques auxquelles elle participe est Bello, onesto, emigrato Australia sposerebbe compaesana illibata (1971), de Luigi Zampa, pour lequel elle reçoit un David di Donatello de la meilleure actrice en 1972. Elle y joue aux côtés d'Alberto Sordi, qui la dirigera plus tard dans le film Pudeurs à l'italienne (1976). Le film est un grand succès populaire en Italie avec 7 582 523 entrées (5e au box-office Italie 1971-1972) mais il ne sort pas du tout dans les pays francophones.
L'Audience (1972) de Marco Ferreri est également une « belle aventure », grâce à l'esprit fantasque du réalisateur. « Même dans les moments dramatiques de l'œuvre, il vous rappelle toujours qu'"après tout, ce n'est qu'un film" » confie Cardinal. Le film raconte les efforts incessants d'une jeune homme (Enzo Jannacci) pour obtenir une audience privée du pape Paul VI. Le film, dans lequel jouent également Michel Piccoli, Vittorio Gassman ou Alain Cuny, est projeté à la Berlinale 1972.
En 1973, elle tourne aux côtés d'Oliver Reed et de Carole André en Bulgarie un film britanno-italien se déroulant dans l'Empire russe, Avril rouge d'Antonio Calenda. Il s'agit d'une adaptation du roman de jeunesse inachevé de Mikhaïl Lermontov, Vadim (ru) (Вадим), publié en 1834. L'action du film se déroule pendant la guerre des Paysans russes entre 1773 et 1775.
En 1973, elle travaille une dernière fois avec deux de ses réalisateurs historiques, Mauro Bolognini, dans Liberté, mon amour ! qui sera cependant distribué deux ans plus tard en raison de problèmes de censure (Cardinale y incarne une anarchiste qui fuit les persécutions du régime fasciste dans les années 1930), et Luchino Visconti, dans Violence et Passion avec Burt Lancaster, Helmut Berger et Silvana Mangano. Visconti est alors profondément éprouvé par les conséquences d'une attaque cérébrale (« Il était obligé de vous diriger uniquement avec son regard, et derrière cette personne courbée, immobile et silencieuse, vous revoyiez l'ombre de ce lion rugissant qu'il avait été peu de temps auparavant »).

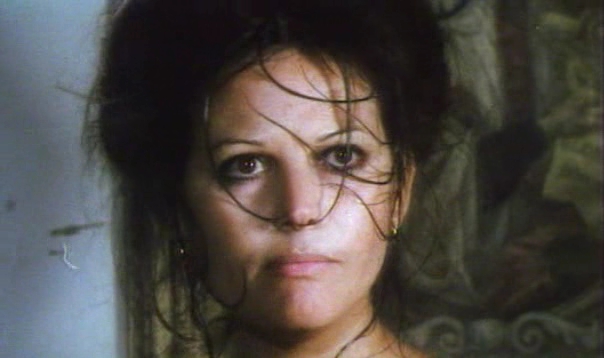
Dans Lucia et les Gouapes (1974).

En 1974, elle est engagée pour jouer le rôle principal dans le film Lucia et les Gouapes, où elle travaille pour la première fois avec le jeune réalisateur Pasquale Squitieri qui jouera un rôle central dans sa vie professionnelle et privée à partir de ce moment-là. Leur première rencontre avait été houleuse, caractérisée en apparence par une méfiance et une aversion réciproques, mais Cardinale était aussi fortement attirée par l'ombrageux réalisateur napolitain aux yeux bleus transparents : c'est elle, inaccessible en tant que compagne d'un des hommes les plus puissants du milieu cinématographique italien, qui lui a fait des avances, malgré toutes les rumeurs négatives sur le réalisateur, considéré comme un homme imprévisible, coléreux et collectionneur de femmes. Mais Squitieri représente à ses yeux la vitalité, la folie et les excès dont elle ressent un besoin croissant, après des années de « vie toute réglée, toute programmée, toute rationalisée et rationalisante [...] Pasquale était le contraire, et c'est le contraire qui m'a séduit ». Leur relation commence en 1973, et ils l'officialisent deux ans plus tard, sans toutefois se marier.

### 1971-1972: la deuxième incursion en France
Après Cartouche (1962), elle ne travaille pas en France pendant près de dix ans, faute de propositions intéressantes selon elle.
En 1971, elle tourne au Venezuela La Belle Garce et le Truand, également connu sous le titre Popsy Pop, un film d'aventures français de Jean Vautrin avec Stanley Baker et Henri Charrière (dit « Papillon »), ce dernier se chargeant également du scénario. Le film est un échec critique et public cuisant.
À la suite de sa participation dans Il était une fois dans l'Ouest, Cardinale reçoit alors un scénario de western décalé,. Pour un film qui devait initialement opposer Nathalie Delon à Mireille Darc, Cardinale décide d'accepter et d'imposer son alter ego français Brigitte Bardot comme partenaire de jeu, cette dernière ayant déjà joué dans un western féminin aux côtés de Jeanne Moreau dans Viva Maria ! (1965). Le réalisateur initial du film est Guy Casaril, avant que le producteur Francis Cosne ne le remplace par Christian-Jaque, avec l'accord de Casaril qui renonce alors au film. Le film intitulé Les Pétroleuses met donc en scène les deux sex-symbols féminins du cinéma européen en cheffe de gangs rivales. Une animosité entre les personnages qui était aussi un peu palpable entre les actrices sur le plateau de tournage (« C’était un peu tendu au départ [...] Et il a fallu apprendre à se connaître »). Le film est tourné en Andalousie à Cascajares de la Sierra, Burgos et dans le désert de Tabernas. Alors que Cardinale a un tempérament casse-cou qui lui est utile sur le tournage, Bardot a parfois des difficultés à accomplir ses cascades. Le tournage de la scène du duel des deux protagonistes a duré sept jours. Le « ranch Little P. », construit spécialement pour ce film, sera ensuite utilisé pour d'autres films comme Le Blanc, le Jaune et le Noir (1975) avant d'être détruit. À sa sortie en décembre 1971, Les Pétroleuses est un succès populaire dû à la rencontre inédite des deux actrices principales (14e du box-office France 1971 avec 2 234 479 entrées), mais décrié par la critique, qui est néanmoins devenu un film culte avec le temps.
Toujours en France, elle tient le premier rôle féminin de La Scoumoune (1972), son troisième film aux côtés de Jean-Paul Belmondo, écrit et réalisé par José Giovanni, d'après son propre roman L'Excommunié, déjà adapté par Jean Becker dans Un nommé La Rocca (1961). Ce film sur la pègre marseillaise et sur le long séjour aux travaux forcés de son protagoniste réunit 1 975 895 spectateurs dans les salles françaises en se plaçant 16e du box-office France 1972.

### 1975, le début d'une nouvelle vie

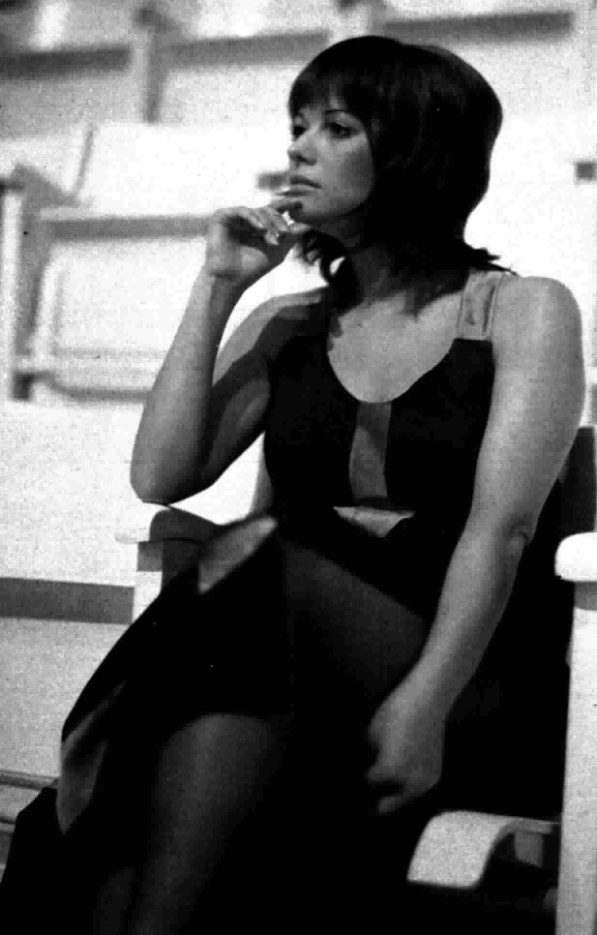
L'actrice, invitée de l'émission italienne Teatro 10, en 1971.

Deux comédies aux côtés de l'autre grande actrice italienne de sa génération, Monica Vitti, Histoire d'aimer (1975) de Marcello Fondato et Une blonde, une brune et une moto (1975) de Carlo Di Palma, marquent la fin de la longue relation professionnelle de Claudia Cardinale avec la société de production Vides Cinematografica, à laquelle elle est consciente de tout devoir, pour le meilleur et pour le pire. « C'est eux qui m'ont construite, lancée. Ils m'ont donné les couvertures des journaux du monde entier, mais ils m'ont enlevé ma liberté et ma vie personnelle. Pendant des années, je me suis sentie stupide, incapable. Il y avait toujours quelqu'un qui parlait à ma place, qui décidait pour moi ce que je devais faire, dire et penser ». Histoire d'aimer, un film de procès où jouent également Vittorio Gassman et Giancarlo Giannini, est un succès avec 6 572 576 entrées, ce qui le place 4e du box-office Italie 1974-1975.
Immédiatement après le tournage de Une blonde, une brune et une moto, qui lui vaut une dépression nerveuse due à ses relations de travail avec Vitti (« Monica, que je connaissais bien et qui avait toujours été gentille avec moi sur le plan humain, dans la vie, devenait sur le plateau quelqu'un d'impossible, et travailler avec elle était difficile »), elle part pour les États-Unis et rejoint Pasquale Squitieri, avec qui elle entreprend un grand voyage en voiture qui marque le début d'une nouvelle phase de sa vie. Pour Cardinale, c'est la reconquête d'une partie de l'existence qui lui avait été longtemps refusée, la redécouverte du plaisir de vivre et de la liberté personnelle : « Avec Pasquale, j'ai retrouvé une partie de ma vie que je n'avais pas vécue, à savoir toute mon adolescence, mon insouciance, tout ce qu'on m'avait empêché ou qu'on m'avait empêché de vivre ».

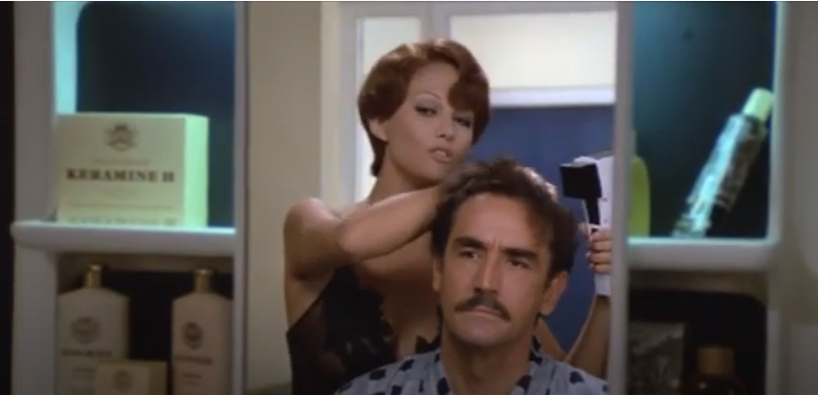
Avec Vittorio Gassman dans Histoire d'aimer (1975).

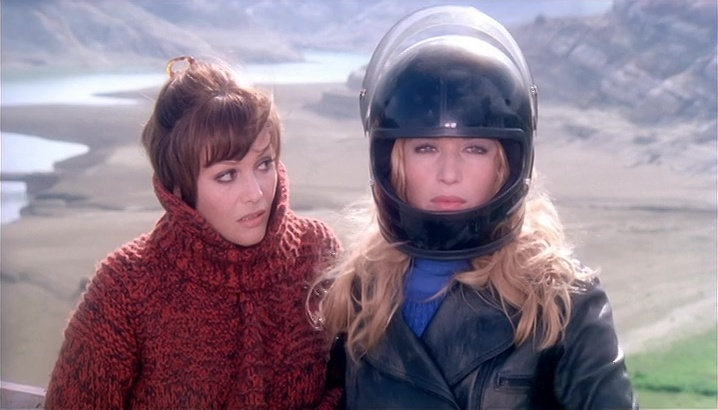
Avec Monica Vitti dans Une blonde, une brune et une moto (1975).

Cardinale attend de Cristaldi, toujours aussi distant, qu'il se montre compréhensif et lui permette de reconstruire sa vie, mais sa réaction est vindicative : il fait le vide autour d'elle dans le milieu du cinéma pour mettre fin à sa carrière, et demande explicitement à Visconti de ne pas l'appeler pour L'Innocent (1976), l'empêchant ainsi de participer à ce qui sera le dernier film du réalisateur. De plus, Vides lui laisse une dette de cent millions de lires envers le fisc.
Elle se retrouve donc à payer l'accomplissement d'un bonheur privé par une inactivité professionnelle. Squitieri, lui aussi, d'homme à succès, se retrouve au chômage, car il ne trouve pas de producteurs prêts à contrarier Cristaldi. Son dernier contact avec Cristaldi ne sera plus que la paperasse de divorce nécessaire au producteur pour qu'il épouse Zeudi Araya en 1983.
Après dix-sept ans de travail ininterrompu, avec au moins trois à quatre films par an, l'actrice est à l'arrêt pendant près de deux ans avant que Franco Zeffirelli ne l'appelle pour le rôle de la femme adultère dans son téléfilm en quatre épisodes Jésus de Nazareth, un énorme succès mondial. Elle semble sortir d'une longue convalescence et le fait que le tournage ait lieu à Monastir, en Tunisie, ne fait qu'accentuer le sentiment d'un nouveau départ. Dans les années qui suivent, elle travaille à plusieurs reprises avec Squitieri, qui la fait tourner aux côtés de Giuliano Gemma dans L'Affaire Mori (1977) et Corleone (1978).
Elle démontre à nouveau ses capacités d'actrice dans un rôle dramatique d'une grande intensité, dans le film Homicide volontaire (1978) avec Stefano Satta Flores ; l'histoire poignante d'une femme épuisée par les assauts d'un homme extrêmement violent, d'une fille rebelle et des relations familiales difficiles qui s'ensuivent dans l'histoire. À l'âge de quarante ans, elle peut s'offrir une seconde maternité désirée, bien que tardive, vécue cependant avec une grande sérénité, comme une rédemption de la première, mais tout au long de sa grossesse, elle est traquée par les photographes, une situation qui culmine dans l'épisode tristement célèbre où Squitieri menace d'un pistolet les photographes qui assiègent leur villa à l'extérieur de Rome (selon Cardinale, un malentendu généré par une période de tension générale).
Elle est dirigée par le réalisateur grec George P. Cosmatos dans l'aventure Bons Baisers d'Athènes (1979), entièrement tournée sur l'île de Rhodes et se déroulant pendant la Seconde Guerre mondiale, avec pour partenaire Roger Moore, Telly Savalas, et à nouveau David Niven, qui marquera également la fin des années 1970.
Durant les années 1970, elle se prête aussi à une parenthèse discographique qui lui vaut des succès discos en Europe et au Japon avec plusieurs passages télévisés et une large diffusion sur les ondes des radios périphériques en France de titres comme Love affair (classé no 16 au hit-parade), et Sun... I love you, en 1977 et en 1978.

### Années 1980: Cavani, Herzog et Bellocchio

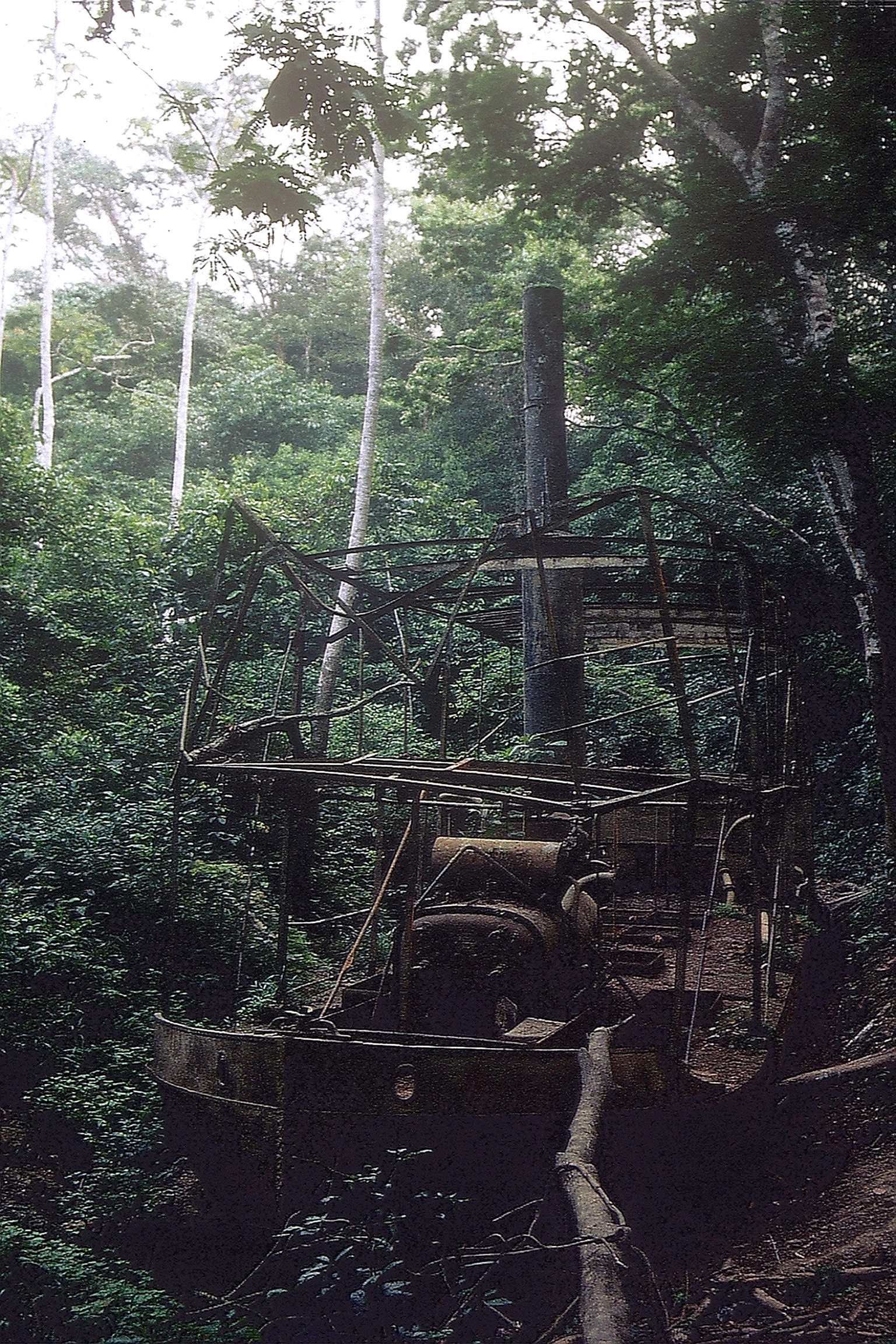
Les vestiges du bateau à vapeur utilisé dans le film Fitzcarraldo (1982).

Les années quatre-vingt s'ouvrent pour Cardinale avec deux films importants, le controversé La Peau de Liliana Cavani (1981) d'après le roman éponyme de Curzio Malaparte, et Fitzcarraldo de Werner Herzog (1982), une authentique aventure en Amazonie.
Co-scénarisé par une jeune Catherine Breillat et réalisé par Liliana Cavani, l'une et l'autre coutumières de films sulfureux, le film franco-italien La Peau raconte comment les forces américaines investissent Naples en 1943 au début de la campagne d'Italie. Au lieu de faire de la Libération un épisode glorieux, le film s'attache à faire le catalogue de scènes abominables, révélant l'attitude monstrueuse des forces américaines alliées tout comme le désespoir inhumain du peuple italien vaincu, et servant de paillasson. Claudia Cardinale y incarne la princesse Consuelo Caracciolo qui partage la vie de Curzio Malaparte (incarné par Marcello Mastroianni), un officier de liaison italien auprès des Alliés. Le rôle de Cardinale est assez discret dans le film ; elle apparaît surtout lors d'un dîner en terrasse avec Malaparte dans leur luxueuse villa de l'île de Capri (celle-là même où Jean-Luc Godard avait tourné en 1963 Le Mépris avec Brigitte Bardot et Michel Piccoli), oublieuse des horreurs qui ont cours pendant ce temps-là sur le continent. Lors de sa première projection au festival de Cannes 1981, une partie de public a réagi avec dégoût aux horreurs que le film donne à voir. Le film a valu à Cardinale le Ruban d'argent de la meilleure actrice dans un second rôle.
Dans la jungle amazonienne de Fitzcarraldo, Cardinale a un rôle de premier plan en mère maquerelle prospère qui finance l'achat par Klaus Kinski d'un vieux bateau à vapeur de 300 tonnes. Le film, inspiré de l'histoire du baron péruvien du caoutchouc Carlos Fitzcarrald, a été tourné à Manaus au Brésil et à Iquitos au Pérou en l'espace de deux années, entre novembre 1979 et novembre 1981 : « Tout nous est arrivé sur ce plateau [...] Chaque jour, nous nous demandions si nous allions pouvoir tourner » ; « plus qu'un film [...] une sorte de lutte pour survivre (...) une lutte contre la chaleur terrifiante, contre les mille difficultés que nous rencontrions pour tourner dans cet endroit hors du commun ». Les difficultés environnementales objectives sont exacerbées par le fait de devoir affronter à la fois Klaus Kinski, réputé odieux et ingérable sur les plateaux de tournage, et le non moins imprévisible Werner Herzog.
Plus tard cette année-là, Cardinale joue aux côtés de Pierre Mondy dans la comédie érotique Le Cadeau de Michel Lang, un rôle dont les biographes Lancia et Minelli disent qu'il a été joué avec un « charme et une expressivité matures ». En 1983, Cardinale joue un rôle dans le téléfilm américain Princesse Daisy de Waris Hussein, puis figure aux côtés de Lino Ventura et Bernard Giraudeau dans le film d'aventures franco-canadien Le Ruffian.
En 1984, elle joue l'amoureuse de Marcello Mastroianni dans Henri IV, le roi fou de Marco Bellocchio, d'après la pièce Henri IV de Luigi Pirandello (Henri IV ne désigne ici pas le roi de France du XVIe siècle mais bien l'empereur du Saint-Empire du XIe siècle). La musique du film est signée par Astor Piazzolla et inclut la composition Oblivion devenue mondialement célèbre. Le film est présenté en compétition au Festival de Cannes 1984.
Claretta (1984) de Squitieri, avec Cardinale et Giuliano Gemma, est présenté en compétition à la Mostra de Venise 1984 et y remporte le prix Pasinetti. La prestation de Cardinale dans le rôle de Claretta Petacci, la maîtresse de Mussolini, lui vaut son troisième Ruban d'argent de la meilleure actrice. En 1985, Cardinale joue aux côtés de Ben Gazzara et de Lina Sastri dans La donna delle meraviglie d'Alberto Bevilacqua, qui entre en compétition à la Mostra de Venise 1985. Elle joue dans La storia (1986) de Luigi Comencini d'après le roman homoonyme d'Elsa Morante, l'un de ses rôles les plus dramatiques, qui l'oblige à paraître prématurément âgée.

### 1989: le déménagement en France

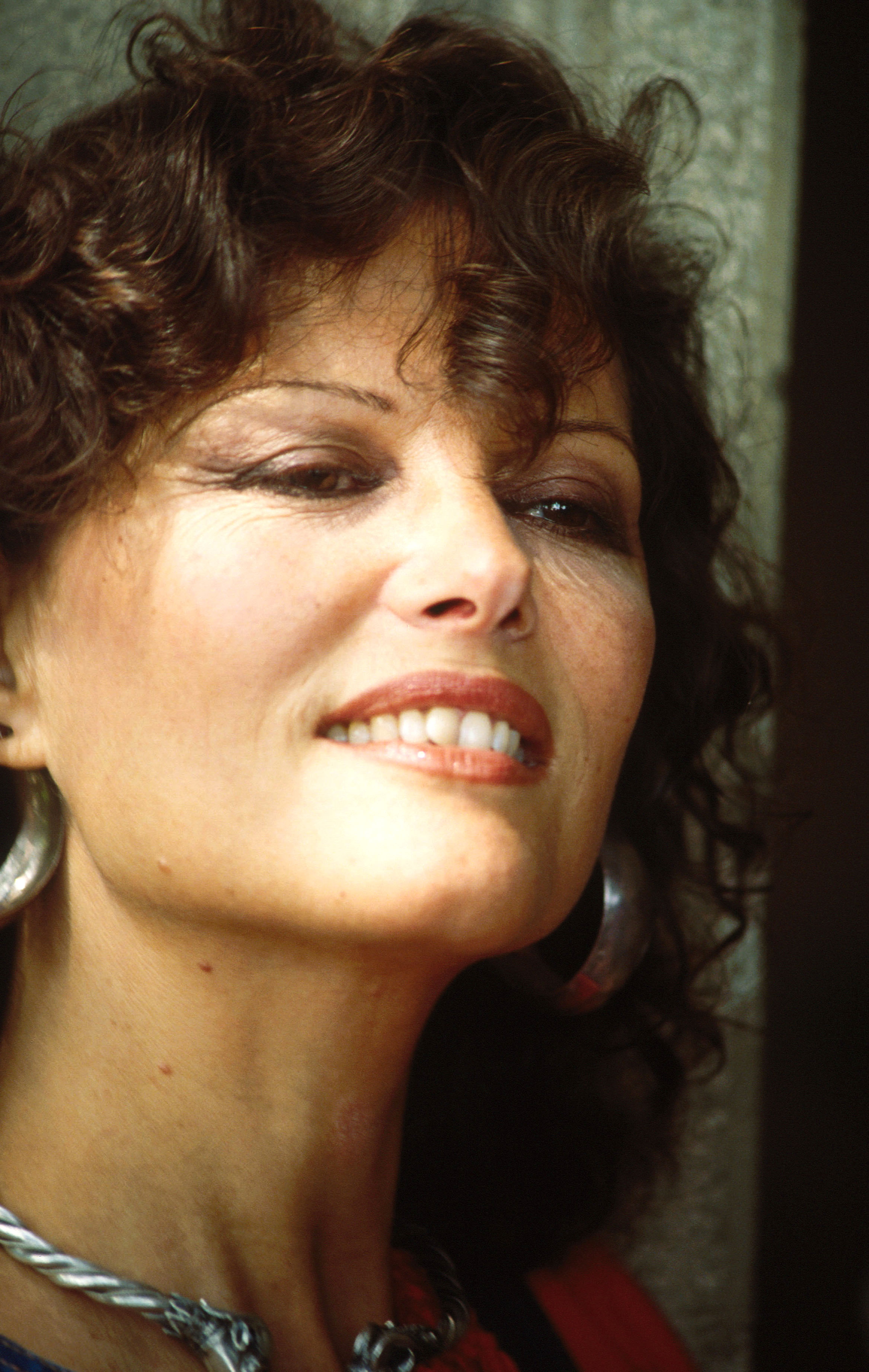
Claudia Cardinale en 1984.

À la fin des années 1980, son activité se déplace principalement en France, où elle continue à travailler sans interruption, bien que ses films ne parviennent souvent pas à être diffusés en Italie. Elle joue notamment le rôle de la duchesse de Polignac dans le film épique de Robert Enrico et Richard T. Heffron, La Révolution française (1989). Après une vie nomade d'actrice internationale, basée à Rome, elle s'installe définitivement à Paris en 1989 (qu'elle quittera en 2021 pour s'installer dans la campagne française, loin du centre urbain surpeuplé), car elle a besoin d'entendre le français pour se sentir vraiment chez elle.
En 1985, Cardinale joue aux côtés de Philippe Noiret, Fanny Ardant, Jean-Louis Trintignant dans le film de Nadine Trintignant L'Été prochain, mettant en scène plusieurs couples dans un chalet des Alpes du Sud. En 1987, elle côtoie Peter Coyote, Greta Scacchi et Jamie Lee Curtis dans le film Un homme amoureux, le premier long métrage en langue anglaise de Diane Kurys. Le film fait l'ouverture du Festival de Cannes 1987. En 1989, elle est aux côtés de Lambert Wilson dans le rôle de l'abbé Pierre dans le film Hiver 54, l'abbé Pierre qui raconte la genèse de l'association Emmaüs pendant la terrible vague de froid de l'hiver 1954 en France.
Acte d'amour avec Bruno Cremer est l'une des œuvres les plus exigeantes de ces années-là en terme d'expression dramatique pour l'actrice, une fois de plus avec l'aide indispensable de Squitieri : pour le rôle de la veuve qui tente désespérément de remettre son fils toxicomane sur le droit chemin, elle reçoit le Globe d'or de la meilleure actrice et une nomination comme meilleure actrice principale aux Rubans d'argent.
En 1990, elle participe aux côtés d'Ugo Tognazzi (dans son dernier film), Fernando Rey et Harvey Keitel au film italo-soviétique Les Cavaliers de la gloire qui retrace le parcours du prince Abdelmalek de la dynastie des Saadiens. Pour cette native de Tunis, le film est l'occasion de voir mettre en scène la Conquête de Tunis par les Ottomans en 1574.
Un an plus tard, elle continue dans la fresque historique en jouant aux côtés de Richard Berry et Omar Sharif (l'acteur qui l'a vue naître au cinéma en 1958 dans son premier long-métrage) dans Mayrig (qui signifie « mère ») d'Henri Verneuil, un film sur les difficultés d'une famille arménienne qui émigre de Turquie à Marseille après le génocide arménien de 1915. Le succès du film est tel que Verneuil en fait une suite l'année suivante, 588, rue Paradis, avec les mêmes acteurs. Cardinale a été saluée par la critique pour son rôle de mère ; l'Union générale arménienne de bienfaisance a noté « la prestation sans faille de ces acteurs intrépides, en particulier de Claudia Cardinale ».

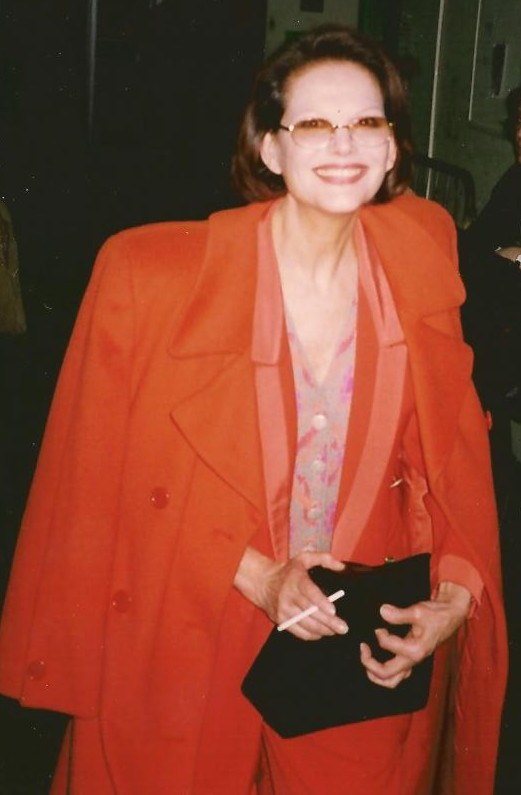
Claudia Cardinale en 1995.

En 1993, elle est membre du jury représentant l'Italie au Festival de Cannes, aux côtés de Louis Malle, Inna Tchourikova, Abbas Kiarostami et Emir Kusturica, entre autres. En septembre de la même année, Cardinale reçoit le Lion d'or pour l'ensemble de sa carrière à la Mostra de Venise, où elle est honorée aux côtés de Roman Polanski, Robert De Niro et Steven Spielberg. Cardinale accepte ensuite de retrouver Blake Edwards pour célébrer le 30e anniversaire de La Panthère rose en réalisant Le Fils de la Panthère rose. Ce fut le dernier film d'Edward, mais ce fut un échec critique et commercial, les critiques se désespérant du « scénario douloureusement désopilant » et de la médiocre prestation de Roberto Benigni dans le rôle de Clouseau, qui lui valut une nomination au pire nouvel espoir à la 14e cérémonie des Razzie Awards. En 1994, elle participe à la distribution d'Elles ne pensent qu'à ça... de Charlotte Dubreuil, inspiré par la bande dessinée de Georges Wolinski.
Elle participe également à des productions télévisées, comme le feuilleton québécois 10-07 : L'Affaire Zeus ou encore Le Désert de feu (1997), réalisé par Enzo G. Castellari avec Anthony Delon, Stéphane Freiss, Virna Lisi, Arielle Dombasle et Vittorio Gassman, dont l'action se déroule en grande partie dans le désert du Sahara. La même année, elle joue dans le téléfilm britannico-italien en quatre parties Nostromo (it), réalisé par Alastair Reid et coproduit par Radiotelevisione Italiana, Televisión Española, et WGBH Boston. Le film est décrit comme « une adaptation de l'histoire épique de Joseph Conrad, Nostromo, qui traite des bouleversements politiques, de la cupidité et de la romance dans l'Amérique du Sud du début du XXe siècle».
La fin des années 1990 est aussi l'occasion pour Claudia Cardinale de tourner deux films sur le Maghreb dont elle est originaire : Sous les pieds des femmes de Rachida Krim, une comédie sur un couple d'Algériens ayant vécu la guerre d'Algérie sous les ordres d'Amin, un commandant du Front de libération nationale ; ensuite, le film Un été à La Goulette de Férid Boughedir avec Michel Boujenah où elle interprète son propre rôle dans son village natal à la veille de la Guerre des Six Jours.
En 1998 et 1999, elle travaille à nouveau pour Squitieri, jouant Constance d'Aragon dans Stupor mundi et Donna Assunta dans Li chiamarono... briganti! inspiré des exploits de Carmine Crocco dans le brigandage post-unitaire, dans la décennie suivant l'unification italienne. Le film est cité comme un exemple de révisionnisme sur le Risorgimento, visant à donner une autre version des événements qui se sont déroulés pendant le Risorgimento, en particulier dans le mezzogiorno.

### 2000: les débuts au théâtre

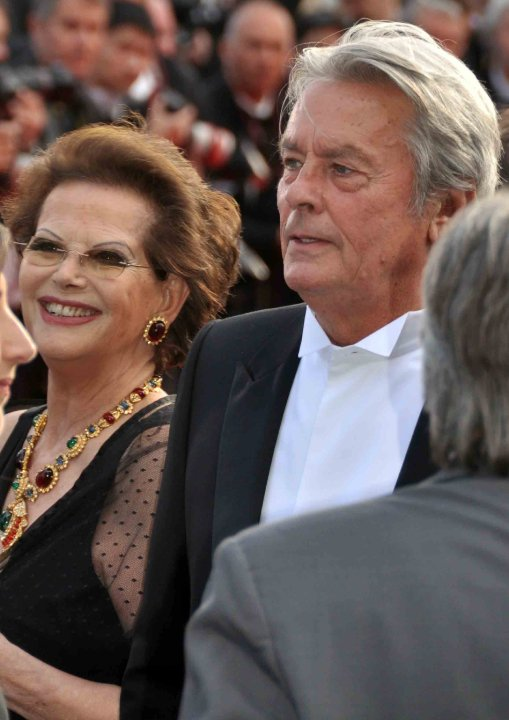
Avec Alain Delon au Festival de Cannes 2010.

Ce n'est que vers la soixantaine que Cardinale fait ses débuts au théâtre, en acceptant la proposition de Squitieri, alors qu'auparavant elle avait refusé celles, prestigieuses, de Luchino Visconti et de Giorgio Strehler, craignant de ne pas être à la hauteur : « Pendant de nombreuses années, j'ai eu le doute de ne pas être préparée à jouer en direct. (...) Jusqu'à ce que je trouve les précieux conseils de Maurizio Scaparro (...) j'ai surmonté les scrupules dictés par mon type de voix ».
En 2000, elle monte sur scène, interprétant La Vénitienne (anonyme du XVIe siècle), adaptée par René de Ceccatty, mise en scène par Maurizio Scaparro et jouée au théâtre du Rond-Point à Paris,. En 2002-2003, elle joue Comme tu me veux de Luigi Pirandello, dans une mise en scène de Squitieri et lors d'une tournée en Italie, en 2005 Doux oiseaux de jeunesse de Tennessee Williams, dans une mise en scène de Philippe Adrien, et en 2006-2007 La Ménagerie de verre, également de Williams, dans une mise en scène d'Andrea Liberovici, où elle interprète le rôle d'Amanda Wingfield.

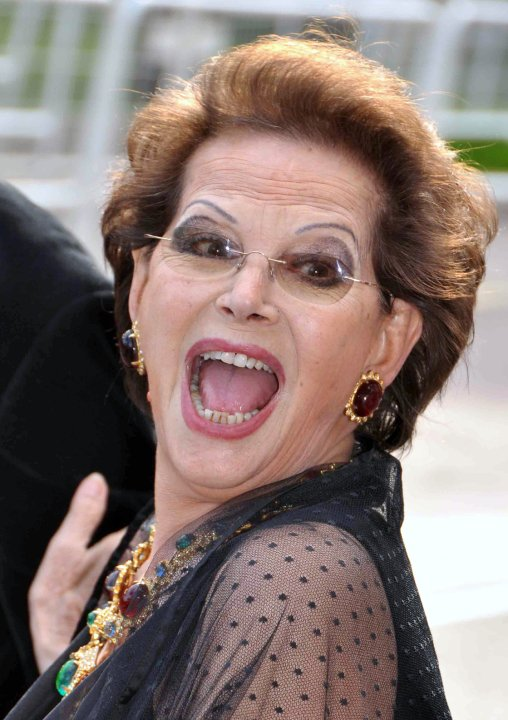
Au Festival de Cannes 2010.

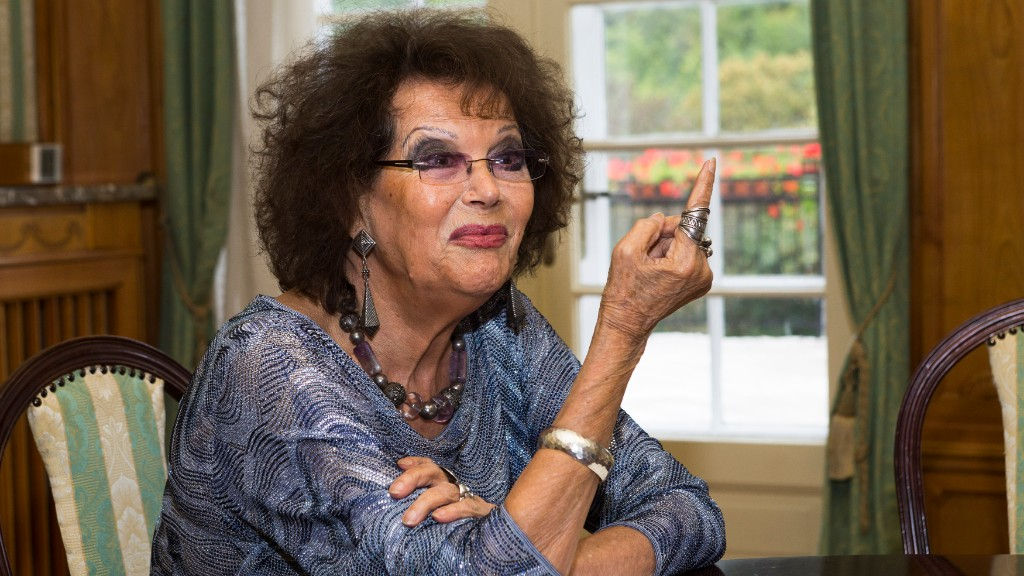
Au Festival international du film de Miskolc 2015.

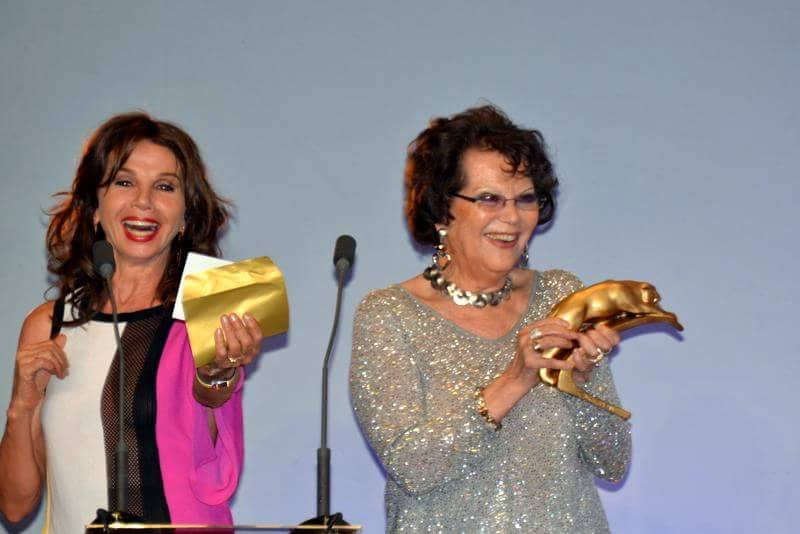
Avec Victoria Abril au Festival Lumière 2015.

Malgré son engagement au théâtre, elle ne perd pas de vue sa grande passion pour le cinéma. En 2002, elle est au générique d'And Now... Ladies and Gentlemen du réalisateur français Claude Lelouch aux côtés de Jeremy Irons, Patricia Kaas et Thierry Lhermitte, dans le rôle d'une « comtesse défraîchie » qui passe son temps avec de beaux gigolos à Fès, au Maroc. L'année suivante, elle est présidente du jury de la soixante-quatrième édition de Miss Italie 2003, qui s'est tenue à Salsomaggiore Terme. Ces années-là, les honneurs s'accumulent : en 2006, elle est lauréate du prix Henri-Langlois puis en 2008 reçoit l'ordre national de la Légion d'honneur. En 2013, à la 18e cérémonie des prix Lumières 2013, elle est lauréate du prix pour l’ensemble de sa carrière. Son pays d'origine suit rapidement : en 2009, elle reçoit les insignes du grand cordon de l'ordre national du Mérite de Tunisie. Le 5 mars 2009, elle a reçu le prix honorifique de la tolérance lors de la cérémonie annuelle du Women's World Award, qui s'est tenue à Vienne.
En 2007, Cardinale apparaît dans la comédie d'Aline Issermann Cherche fiancé tous frais payés, aux côtés d'Alexandra Lamy et de Bruno Salomone, dans ce que Patrick Besson appelle « un rôle atroce de mère abjecte ». Après un rôle dans le téléfilm Hold-up à l'italienne (2008) où elle retrouve Jacques Perrin, Cardinale joue l'année suivante dans le film plébiscité par la critique Le Fil de Mehdi Ben Attia, dans lequel elle incarne une mère tunisienne qui entretient une relation tumultueuse avec son fils homosexuel éduqué en France.
En 2010, Cardinale reçoit le prix Orange d'or de la meilleure actrice au 47e Festival international du film d'Antalya pour son interprétation d'une vieille dame italienne qui accueille un jeune étudiant turque dans Sinyora Enrica ile İtalyan Olmak, une coproduction turco-italienne tournée à Istanbul et à Rimini,.
En 2012, Cardinale a joué aux côtés de Jeanne Moreau et Michel Lonsdale dans le dernier long métrage réalisé par le réalisateur portugais Manoel de Oliveira, Gebo et l'Ombre. Plébiscité par la critique, il est sélectionné à la Mostra de Venise 2012. Pour Isabelle Régnier dans Le Monde : « Rongés par leurs problèmes de santé, par une inquiétude chronique, par la maniaquerie de la routine et de leurs petites habitudes, les personnages qu'ils interprètent apparaissent comme des porte-parole du vieux cinéaste portugais en plein exercice d'autodérision. Des vieillards sublimes, qui font partager leur joie d'être là, de continuer à faire du cinéma ».
Un autre film remarqué dans lequel figure Cardinale est L'Artiste et son modèle (2012) de Fernando Trueba, dont le protagoniste joué par Jean Rochefort est inspiré par l'artiste Aristide Maillol. Pour ce film, Trueba remporte la Coquille d'argent du meilleur réalisateur au Festival de Saint-Sébastien 2012. Elle participe ensuite en 2013 au drame de guerre Dolomites 1915 d'Ernst Gossner (de), une histoire d'amour qui se déroule dans les Dolomites au début de la Première Guerre mondiale entre l'Italie et l'Autriche-Hongrie. Gossner l'a décrite comme « un esprit formidable sur le plateau ». En 2014, Cardinale a interprété une vicomtesse « chaperon italien sympathique » dans le film britannique d'époque Effie Gray, scénarisé par Emma Thompson (avec laquelle Cardinale partage sa date d'anniversaire). Le film met en vedette la jeune Dakota Fanning dans le rôle principal. Lors d'un entretien durant la promotion d'Effie Gray, Cardinale déclare : « Je continue à travailler, ça me fait 142 films maintenant. D'habitude, quand on est vieux, on ne travaille plus, mais je continue à travailler, ce qui est bien.... J'ai eu beaucoup de chance parce que j'ai eu beaucoup de réalisateurs fantastiques avec moi, Fellini, Visconti, Blake Edwards, beaucoup, beaucoup... ».
Le 11 octobre 2018, elle reçoit le prix Tabernas de Cine au Festival du western d'Almería.

### Années 2020

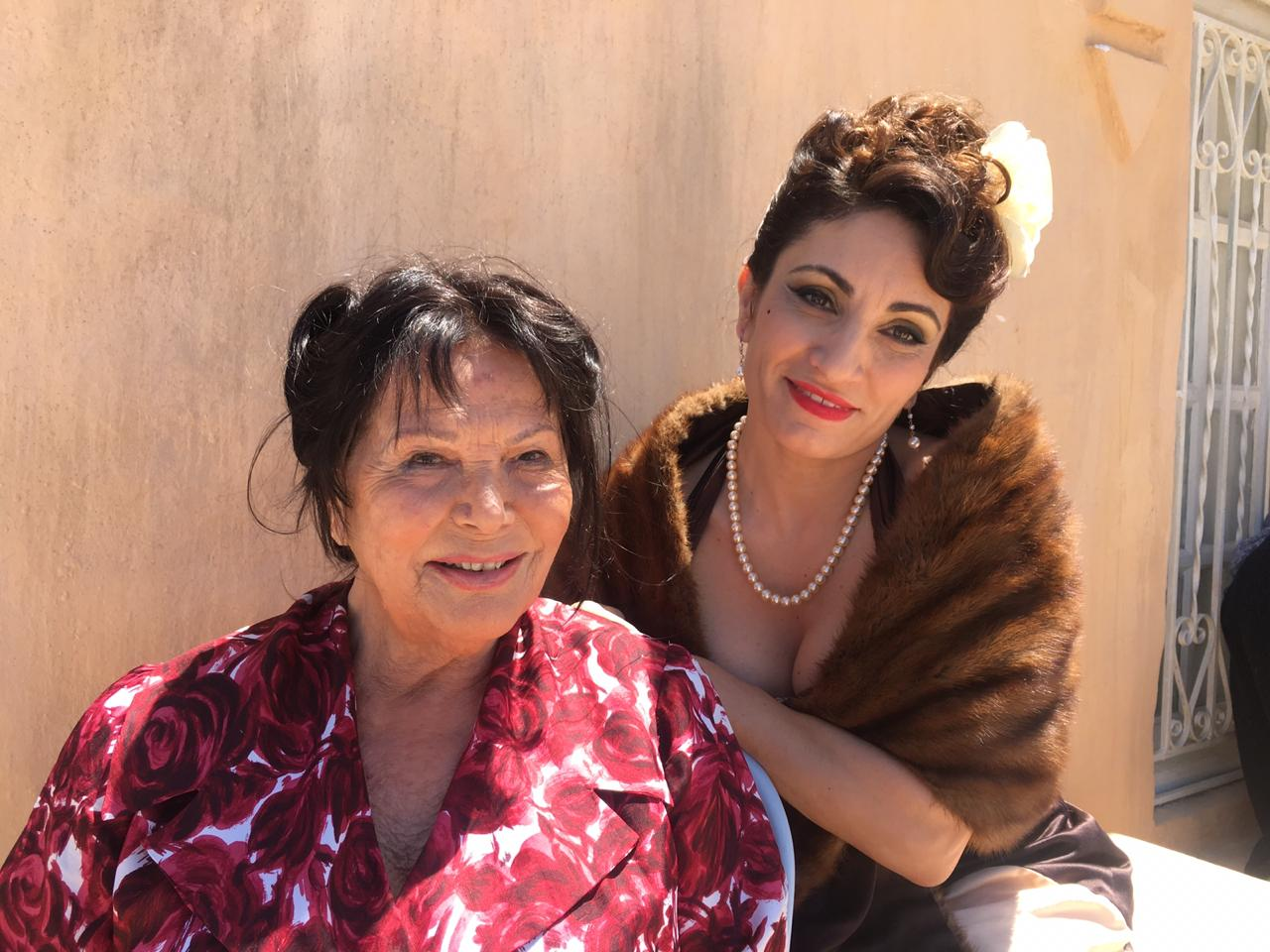
Claudia Cardinale et Paola Lavini en 2020 sur le tournage du film tunisien L'Île du pardon de Ridha Béhi.

Au printemps 2020, la série télévisée suisse Bulle, dans laquelle elle joue aux côtés d'une distribution chorale, est diffusée sur les réseaux de télévision italiens et français, tandis qu'en octobre de la même année, le film d'action Bronx réalisé par Olivier Marchal sort sur la plateforme Netflix. En 2022, elle joue dans le film tunisien L'Île du pardon de Ridha Béhi, une histoire d'acceptation et d'intégration se déroulant dans les années 1950, présenté en compétition au Festival international du film du Caire. Le 29 mai de la même année, une rue portant son nom est inaugurée à Tunis, dans le quartier de la Petite Sicile à La Goulette, son quartier d'origine.
Du 3 au 21 février 2023, le musée d'art moderne de New York lui rend hommage en organisant une rétrospective avec la restauration par Cinecittà de certains de ses films, et elle revient jouer dans le court-métrage biographique Un Cardinale Donna, réalisé par Manuel Perrone. Le livre Claudia Cardinale. L'indomabile qui la raconte, publié par Cinecittà et Electa, est édité personnellement par sa fille,.

## Vie privée
Elle donne naissance discrètement à Londres à un garçon, Patrick, le 19 octobre 1958, alors qu’elle est âgée de vingt ans. Le père est un Français de dix ans son aîné avec lequel elle avait une relation « terrible » (elle parlera plus tard d'enlèvement et de viol) qui a commencé alors qu'elle n'avait que 17 ans et a duré environ un an. Son producteur, Franco Cristaldi, lui conseille de le faire passer pour son petit frère pour ne pas nuire à sa carrière,. Alors que son fils a 6 ou 7 ans, elle révèle ce secret pesant à un journaliste,. Le père de l'enfant lui aurait envoyé de nombreuses lettres, toutes déchirées par Cristaldi sans qu’elle le sache, et souhaitera des années plus tard le reconnaître, ce que Patrick refusera,.
Après un mariage malheureux de 1966 à 1975 avec Cristaldi (lequel a adopté Patrick) qui organise lui-même la cérémonie sans l'avertir, elle est la compagne de 1974 à 2011 du réalisateur Pasquale Squitieri (1938-2017), avec lequel elle a une fille, Claudia Squitieri, née le 28 avril 1979. Celle-ci a été nommée ainsi par la volonté de son père, alors que Claudia Cardinale voulait l'appeler « Anaïs ». Elle aura un fils, Milo, avec l'artiste plasticien Samon Takahashi.
Sa nièce Francesca Cardinale, née à Rome en 1990, est également actrice,.
Les rumeurs sur sa relation, à l'époque, avec Rock Hudson sont en réalité fausses, l'actrice révélant plus tard avoir fait croire à cela pour protéger la carrière de l'acteur car l'homosexualité était plutôt mal perçue.

## Le métier d'actrice
« Io non mi sono mai considerata un'attrice. Sono solo una donna con una certa sensibilità: è con quella che ho sempre lavorato. Mi sono accostata ai personaggi con grande umiltà: cercando di viverli dal di dentro, usando me stessa, e senza far ricorso a nessun tipo di tecnica. »
— Claudia Cardinale

« Je ne me suis jamais considérée comme une actrice. Je suis juste une femme avec une certaine sensibilité : c'est avec cela que j'ai toujours travaillé. J'ai abordé les personnages avec beaucoup d'humilité : en essayant de les vivre de l'intérieur, en me servant de moi-même, sans recourir à aucune technique. »
Se consacrant au métier d'actrice de manière plutôt désinvolte, sans cultiver d'ambitions particulières, Cardinale conserve tout au long de sa carrière une attitude décontractée à l'égard de son travail, convaincue qu'elle ne l'a ni gagné ni mérité. Elle fréquente plusieurs écoles, dont le Centro sperimentale di cinematografia, mais sans y croire vraiment, se fiant plutôt à ses propres expériences de la vie. « J'aime me mettre dans la peau de personnages avec l'expérience que j'ai de la vie, de ma propre vie. J'aime jouer pour la possibilité que cela me donne de vivre, au-delà de ma propre vie, d'autres vies, d'autres histoires. Je pars de moi et j'essaie d'inventer de nouvelles façons d'être une femme ».

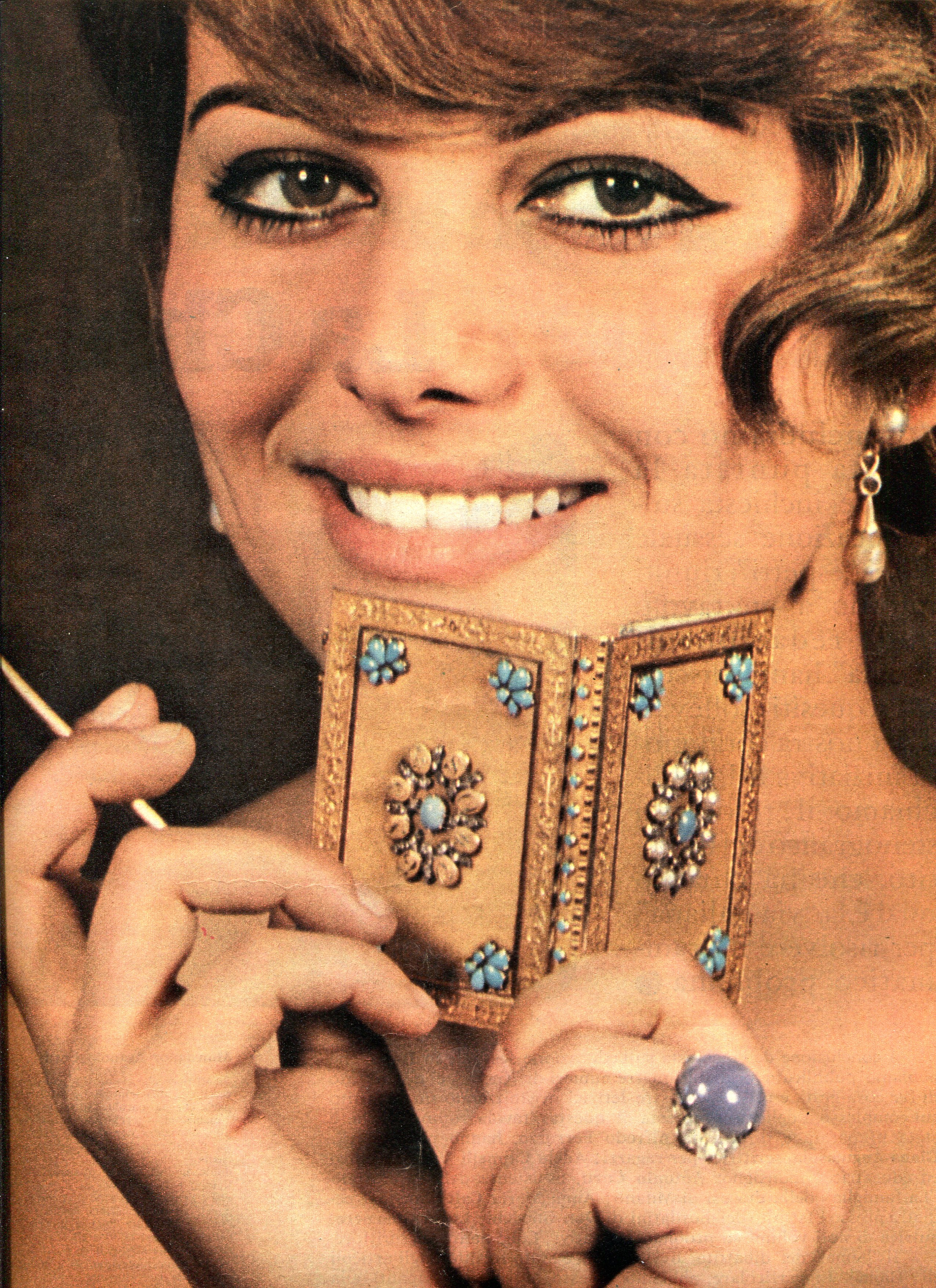
Photographie du magazine Gioia du 19 mars 1964.

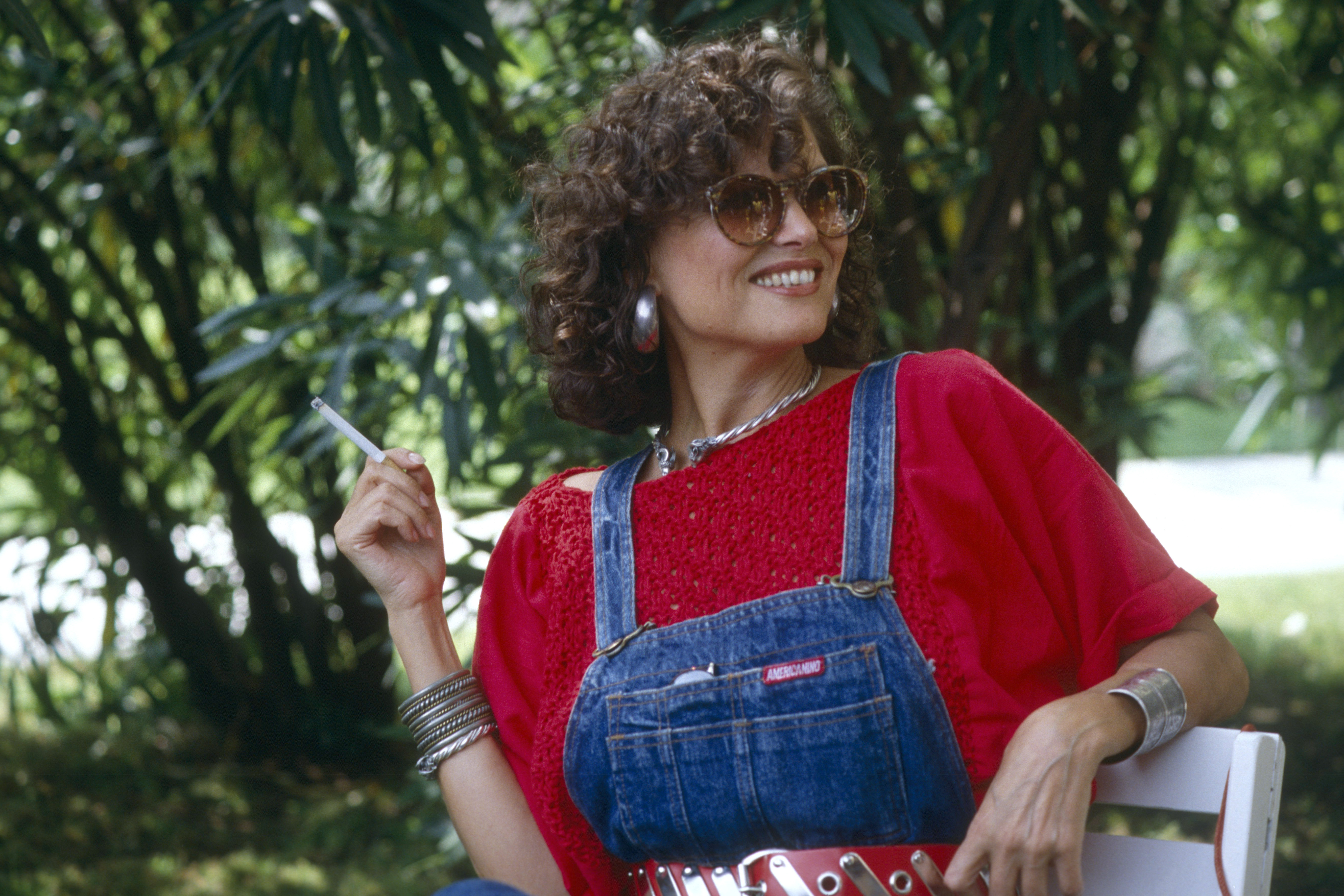
Au lido de Venise en 1984.

Dans ses premiers films, elle récite ses lignes de dialogues de manière assez effarouchée. Ses interprétations sont sauvées par sa propre photogénie, mais elles ne semblent pas très assurées jusqu'à ce que survienne son premier vrai rôle important et dramatique dans Meurtre à l'italienne. Elle commence à véritablement comprendre et apprécier le métier d'actrice grâce à l'affinité qui se crée entre elle et le réalisateur Pietro Germi, un homme fermé, grincheux et peu loquace, qui lui ressemble finalement un peu. « Pietro Germi est le premier à m'avoir appris en quoi consiste le jeu d'acteur ». « Il était à côté de moi, pendant le tournage du film, et m'expliquait, scène par scène, ce que cela signifiait, ce que je devais exprimer [...]. Pour la première fois, avec Pietro Germi, je me suis sentie à l'aise devant la caméra, j'ai commencé à comprendre que je pouvais être en harmonie avec cet œil fixé sur moi (...) J'ai commencé à percevoir la caméra comme une ami, comme ma complice », mais surtout, elle a commencé à comprendre quelle était sa propre « méthode ». « Je me suis rendu compte [...] que pour jouer, j'utilisais beaucoup ma vie intérieure, que ma façon d'être actrice était de me mettre à l'intérieur de mes personnages. Le métier de cinéaste, non pas pour fuir la vie, mais pour la vivre mieux que je ne vivais la vraie vie, ne serait-ce qu'avec plus de sincérité et de conscience ».
Si Meurtre à l'italienne de Germi a marqué le début de son évolution en tant qu'actrice, l'expérience du Guépard de Visconti a symbolisé son passage à la maturité. Visconti lui a surtout appris à prendre pleinement conscience de son corps : « Il m'a appris à me diriger et à ne pas me laisser guider aveuglément par mon corps. Il m'a rendu, si je puis dire, mon regard, mon sourire ».
Les nombreux rapports professionnels et même personnels fructueux établis au cours de sa carrière avec différents réalisateurs, de Germi à Zurlini, de Bolognini à Visconti, l'ont convaincue que le rapport établi sur le plateau avec le réalisateur est décisif pour le succès d'un film : « Je considère que la chose la plus importante, pour bien réussir en tant qu'acteur ou actrice, c'est l'attitude envers le réalisateur. Avec lui, je pense qu'il doit y avoir une sorte de transfert : l'acteur doit comprendre ce que le réalisateur attend de lui et, à ce moment-là, il n'a plus qu'à suivre cette première intuition, une sorte d'impulsion. Le secret, c'est de se laisser aller ».
Selon elle, le monde du cinéma est « un métier cannibale et ingrat. À Hollywood, où j’ai refusé de rester, encore plus qu’en Italie ». Son attitude détachée à l'égard de son propre travail est certainement influencée par l'image peu flatteuse qu'elle se fait de ses collègues : « Beaucoup de gens sombres et silencieux, très peu de communication ».
« Le donne che fanno il mio mestiere spesso sono disperate. Gli uomini, solitari, quasi sempre e quasi tutti: aspettano di esprimersi solo davanti alla macchina da presa. Che Dio conservi tra noi gli ironici, quelli che amano la vita più del loro lavoro. E soprattutto i pazzi. »
— Claudia Cardinale

« Les femmes qui font mon métier sont souvent désespérées. Les hommes, solitaires, presque toujours et presque tous : ils ne demandent qu'à s'exprimer devant la caméra. Que Dieu préserve parmi nous les ironiques, ceux qui aiment la vie plus que leur travail. Et surtout les fous. »

## Allure et style

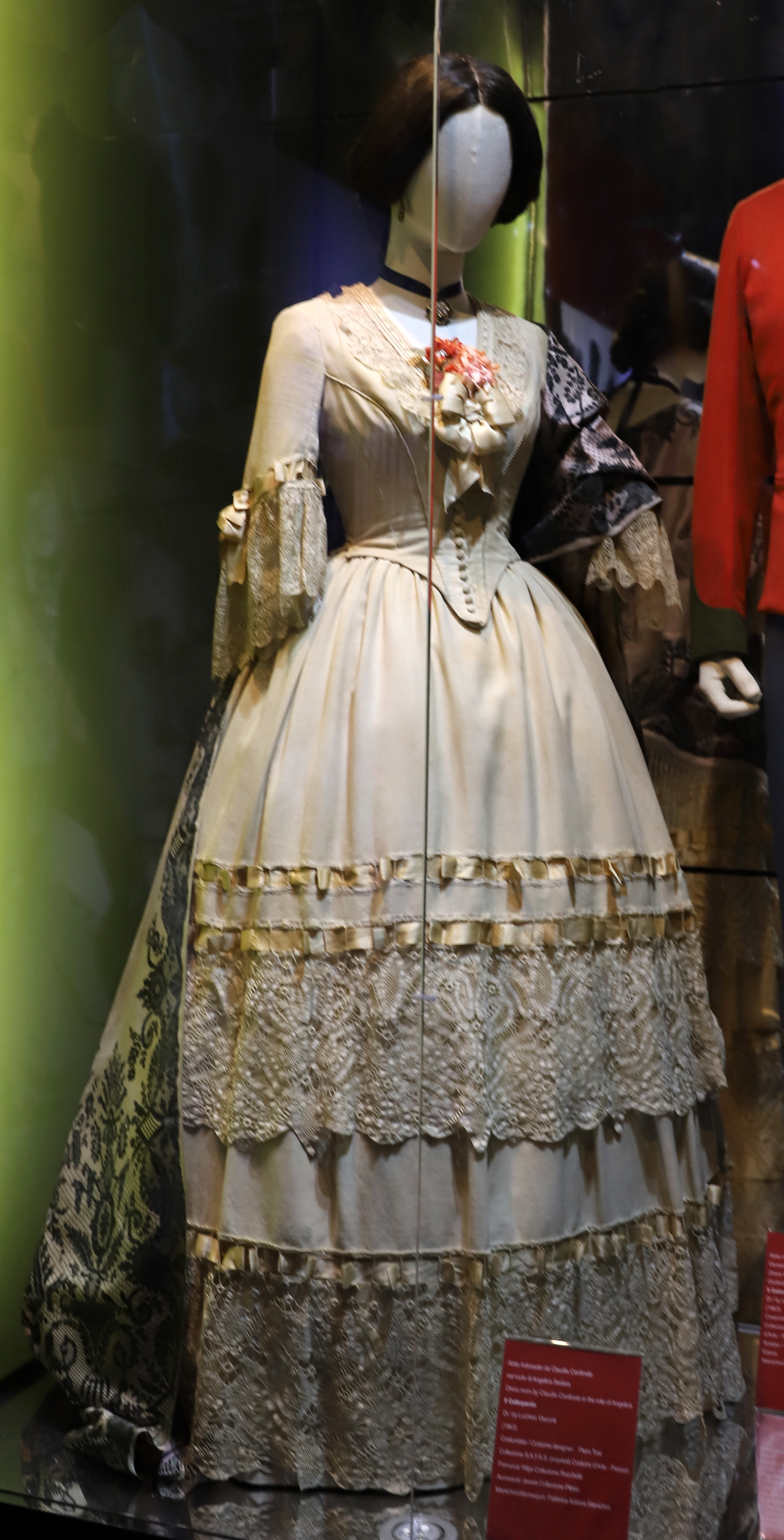
Robe d'Angelica Sedara, portée par Claudia Cardinale dans Le Guépard (1963) parmi les costumes crées par Piero Tosi.

Considérée par excellence comme le sex-symbol des années 1960, parmi les plus grandes beautés nationales de son époque, grâce à son style incomparable et glamour et à ses talents d'actrice, souvent assimilée à la figure de la femme fatale, elle a été l'une des principales figures féminines à porter des vêtements pour certains des plus grands stylistes du monde, parmi lesquels : Mary Quant, Yves Saint Laurent, Rocco Barocco, Renato Balestra, Roberto Capucci, Nina Ricci, Irene Galitzine (it), Paco Rabanne, Emilio Schuberth (it), tandis que depuis la fin XXe siècle, elle a privilégié les tissus et les textiles de Giorgio Armani. Le créateur a dédié une série de collections à l'actrice dans les années 1980.
Au cours de l'été 2019, avec la collaboration de la célèbre maison de vente aux enchères internationale Sotheby's, elle a vendu aux enchères une partie de sa collection privée de vêtements, de différents types, formes et couleurs, utilisés sur les plateaux mais aussi portés lors d'événements publics mondains, d'avant-premières et de festivals de cinéma. Parmi les pièces les plus significatives de la collection figurait la célèbre robe portée lors de la cérémonie des Oscars 1965. Parallèlement à la vente aux enchères, une exposition a été organisée à Paris pour le grand public. Pendant plusieurs années, elle a également été l'égérie de Van Cleef & Arpels.

## Prises de position
Convaincue que les artistes, en tant que point de repère et « voix des sans voix », ont le devoir d'être aussi généreux envers les autres que la vie l'a été envers eux, Claudia Cardinale a toujours adopté des positions politiques marquées par des idées progressistes et de partage. Elle a consacré son engagement public à promouvoir et à soutenir le respect des droits de l'homme, avec le soutien d'Amnesty International, comme ils sont énoncés dans la Déclaration universelle des droits de l'homme. En particulier, elle a concentré ses activités sur la cause humanitaire des droits des femmes, de l'autonomisation des femmes et du droit à l'indépendance et à l'éducation. Elle est la marraine d'une organisation caritative de lutte contre le sida, tandis qu'en mars 2000, elle est nommée ambassadrice de bonne volonté de l'UNESCO.
En outre, en 2006, elle a soutenu la cause de la Journée mondiale de l'eau, qui attire l'attention sur la situation critique du monde, l'inégalité d'accès à une eau propre et sûre d'un milliard de personnes, et la pérennité des zones humides.
En 2004, le président français Jacques Chirac la fait nommer présidente du comité créé en vue de la « panthéonisation » de l'écrivain George Sand (1804-1876) à l'occasion du bicentenaire de sa naissance. Le projet est finalement abandonné pour 2004. Les années qui suivent, le nom de George Sand revient à intervalle réguliers, comme en 2013.
Elle est membre officiel du comité de soutien à la candidature d'Anne Hidalgo (PS) aux élections municipales de 2014 à Paris.

### La Fondation Claudia-Cardinale
En 2023, la Fondation Claudia-Cardinale a été créée dans le but principal d'aider les jeunes artistes du monde entier à émerger et à faire leur chemin dans le monde du spectacle, en contribuant activement et directement au dialogue entre l'expression artistique contemporaine et la connaissance scientifique.

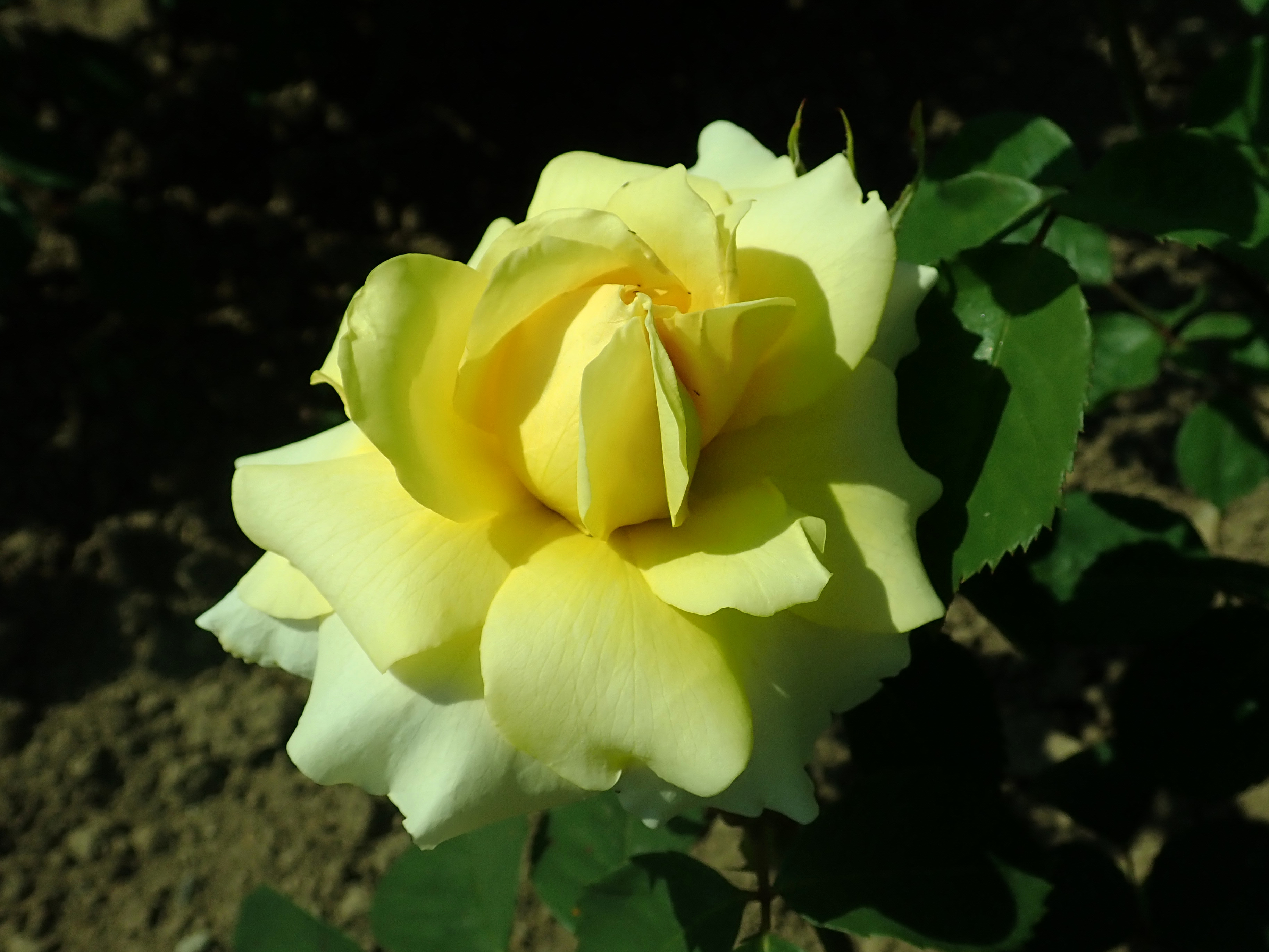
La rose Claudia Cardinale.

Elle est engagée dans la sensibilisation à des thèmes d'actualité tels que la violence contre les femmes et l'écologie, une activité qu'elle a déjà menée avec la Croix verte Italie, dont elle est vice-présidente depuis 2007. Elle est également membre du comité du Green Drop Award, un prix décerné chaque année à la Mostra de Venise pour les films qui illustrent le mieux les valeurs de l'écologie, de la durabilité et de la coopération entre les peuples.

## Hommages
En 1997, le rosiériste français Dominique Massad des roseraies Guillot lui dédie un cultivar de rose commercial, aux pétales parfumés et à la teinte ambrée intense au cœur, la « rose Claudia Cardinale »,.
À l'occasion du Festival de Cannes 2017, l'affiche officielle du festival la représente virevoltant sur un toit de Rome en 1959. Des critiques se sont fait jour quand certains se sont aperçus qu'on avait retouché la photo originale pour amincir le corps de l'actrice. Cardinale a défendu l'affiche : « Cette image a été retouchée pour accentuer cet effet de légèreté et me transpose dans un personnage rêvé ; c’est une sublimation… ».

## Filmographie

### Cinéma
- 1958 : Les Anneaux d'or (court métrage) de René Vautier : la jeune arabe
- 1958 : Goha de Jacques Baratier : Amina
- 1958 : Le Pigeon (I soliti ignoti) de Mario Monicelli : Carmelina
- 1958 : Trois Étrangères à Rome (Tre straniere a Roma) de Claudio Gora : Marisa
- 1959 : Vent du sud (Vento del Sud) de Enzo Provenzale : Grazia Macri
- 1959 : Meurtre à l'italienne (Un maledetto imbroglio) de Pietro Germi : Assuntina
- 1959 : Nous sommes tous coupables (Il magistrato) de Luigi Zampa : l'épouse d'Orlando
- 1959 : Hold-up à la milanaise (Audace colpo dei soliti ignoti) de Nanni Loy : Carmela Nicosia
- 1959 : Les Noces vénitiennes (La prima notte) d'Alberto Cavalcanti : Angelica
- 1959 : Entrée de service (Upstairs and Downstairs) de Ralph Thomas : Maria
- 1960 : La Fille à la valise (La ragazza con la valigia) de Valerio Zurlini : Aïda Zepponi
- 1960 : Les Dauphins (I delfini) de Francesco Maselli : Fedora Santini
- 1960 : Rocco et ses frères (Rocco e i suoi fratelli) de Luchino Visconti : Ginetta
- 1960 : Le Bel Antonio (Il bell'Antonio) de Mauro Bolognini : Barbara Puglisi
- 1960 : Austerlitz d'Abel Gance : Pauline Bonaparte
- 1961 : Le Mauvais Chemin (La viaccia), de Mauro Bolognini : Bianca
- 1961 : Les lions sont lâchés d’Henri Verneuil : Albertine
- 1961 : Auguste de Pierre Chevalier : elle-même (apparition)
- 1962 : Cartouche de Philippe de Broca : Vénus
- 1962 : Quand la chair succombe (Senilità) de Mauro Bolognini : Angiolina Zarri
- 1963 : Huit et demi (Otto e mezzo) de Federico Fellini : Claudia
- 1963 : Le Guépard (Il gattopardo) de Luchino Visconti : Angelica Sedara/Bertiana
- 1963 : La Panthère rose (The Pink Panther) de Blake Edwards : la princesse Dala
- 1964 : Le Cocu magnifique (Il magnifico cornuto) d'Antonio Pietrangeli : Maria Grazia
- 1964 : Les Deux Rivales (Gli indifferenti) de Francesco Maselli : Carla
- 1964 : Le Plus Grand Cirque du monde (Circus World) de Henry Hathaway : Toni Alfredo
- 1964 : La ragazza (La ragazza di Bube) de Luigi Comencini : Mara
- 1965 : Sandra (Vaghe stelle dell'Orsa) de Luchino Visconti : Sandra
- 1965 : Les Yeux bandés (Blindflod) de Philip Dunne : Vicky Vincenti
- 1966 : Les Ogresses (Le fate) de Mauro Bolognini : Armenia
- 1966 : Les Centurions (Lost Command) de Mark Robson : Aïcha
- 1966 : Les Professionnels (The Professionals) de Richard Brooks : Mrs. Maria Grant
- 1967 : Comment réussir en amour sans se fatiguer (Don't Make Waves) d'Alexander Mackendrick : Laura Califatti
- 1967 : Une rose pour tous (Una rosa per tutti) de Franco Rossi : Rosa
- 1968 : La amante estelar d'Antonio de Lara (court-métrage)
- 1968 : La Mafia fait la loi (Il giorno della civetta) de Damiano Damiani : Rosa Nicolosi
- 1968 : Tous les héros sont morts (The Hell With Heroes) de Joseph Sargent : Elena
- 1968 : Il était une fois dans l'Ouest (C'era una volta il West) de Sergio Leone : Jill McBain
- 1968 : Un couple pas ordinaire (Ruba al prossimo tuo) de Francesco Maselli : Esmeralda Marini
- 1969 : Les Conspirateurs (Nell'anno del Signore) de Luigi Magni : Giuditta Di Castro
- 1969 : La Tente rouge (Красная палатка) de Mikhaïl Kalatozov : l'infirmière Valeria
- 1969 : Certain, probable et même possible (Certo, certissimo anzi probabile) de Marcello Fondato : Marta Chiaretti
- 1970 : Les Aventures du brigadier Gérard (The Adventures of Gerard) de Jerzy Skolimowski : Téresa, comtesse de Moralès
- 1971 : L'Audience (L'udienza) de Marco Ferreri : Aïche
- 1971 : Bello, onesto, emigrato Australia sposerebbe compaesana illibata de Luigi Zampa : Carmela
- 1971 : La Belle Garce et le Truand de Jean Vautrin : Popsy Pop
- 1971 : Les Pétroleuses de Christian-Jaque : Marie Sarrazin
- 1972 : La Scoumoune de José Giovanni : Georgia Saratov
- 1973 : Liberté, mon amour ! (Libera, amore mio...) de Mauro Bolognini : Libera Valente
- 1973 : Lucia et les Gouapes (I guappi) de Pasquale Squitieri : Lucia Esposito
- 1973 : Avril rouge (Il giorno del furore) d'Antonio Calenda : Anya
- 1974 : Violence et Passion (Gruppo di famiglia in un interno) de Luchino Visconti : l'épouse du professeur
- 1975 : Histoire d'aimer (A mezzanotte va la ronda del piacere) de Marcello Fondato : Gabriella Sansoni
- 1975 : Une blonde, une brune et une moto (Qui comincia l'avventura) de Carlo Di Palma : Claudia
- 1976 : Pudeurs à l'italienne (Il comune senso del pudore) d'Alberto Sordi : Armida Ballarin
- 1977 : L'Affaire Mori (Il prefetto di ferro) de Pasquale Squitieri : Anna Torrisi
- 1978 : Goodbye et Amen (Goodbye e Amen) de Damiano Damiani : Aliki
- 1978 : Corleone de Pasquale Squitieri : Rosa Accordino
- 1978 : Homicide volontaire (L'arma) de Pasquale Squitieri : Marta Compagna
- 1978 : La Part du feu d'Étienne Périer : Catherine Hansen
- 1978 : Bons Baisers d'Athènes (Escape to Athena) de George Cosmatos : Eleana
- 1979 : La Petite Fille en velours bleu (Little Girl in Blue Velvet) d'Alan Bridges : Francesca Modigliani
- 1980 : Si salvi chi vuole de Roberto Faenza : Luisa
- 1981 : La Salamandre (The Salamander) de Peter Zinner : Elena Leporello
- 1981 : La Peau (La pelle) de Liliana Cavani : la princesse Consuelo Caracciolo
- 1982 : Fitzcarraldo de Werner Herzog : Molly
- 1982 : Le Cadeau de Michel Lang : Antonella Dufour
- 1983 : Le Ruffian de José Giovanni : la baronne
- 1984 : Claretta de Pasquale Squitieri : Clara « Claretta » Petacci
- 1984 : Henri IV, le roi fou (Enrico IV) de Marco Bellocchio : Matilda
- 1985 : La donna delle meraviglie d'Alberto Bevilacqua : Maura
- 1985 : L'Été prochain de Nadine Trintignant : Jeanne
- 1986 : La storia de Luigi Comencini : Ida
- 1987 : Un homme amoureux de Diane Kurys : Julia Steiner
- 1989 : La Révolution française de Robert Enrico et Richard T. Heffron : Yolande-Gabrielle de Polastron, duchesse de Polignac
- 1989 : Hiver 54, l'abbé Pierre de Denis Amar : Hélène
- 1989 : Acte d'amour (Atto di dolore) de Pasquale Squitieri : Elena
- 1990 : Les Cavaliers de la gloire (La batalla de los tres reyes) de Souheil Ben Barka et Outchkoune Nazarov (ru) : Roxelane
- 1991 : Mayrig d'Henri Verneuil : Araxi (Mayrig)
- 1991 : 588, rue Paradis d'Henri Verneuil : Araxi (Mayrig)
- 1993 : Le Fils de la Panthère rose (Son of the Pink Panther) de Blake Edwards : Maria Gambrelli
- 1994 : Elles ne pensent qu'à ça... de Charlotte Dubreuil : Margaux
- 1996 : Un été à La Goulette de Férid Boughedir : elle-même
- 1997 : Sous les pieds des femmes de Rachida Krim : Aya
- 1997 : Riches, belles, etc. de Bunny Godillot (alias Bunny Schpoliansky) : la baronne Mitsy
- 1998 : Stupor mundi de Pasquale Squitieri : Constance d'Aragon
- 1999 : Un café... l'addition de Félicie Dutertre et François Rabes (court-métrage) : Madame Gigi
- 1999 : Li chiamarono... briganti! de Pasquale Squitieri : Donna Assunta
- 2001 : And Now... Ladies and Gentlemen de Claude Lelouch : madame Falconetti
- 2005 : Le Démon de midi de Marie Pascale Osterrieth : Claudia Cardinale
- 2007 : Cherche fiancé tous frais payés d'Aline Issermann : Elisabeth
- 2009 : Le Fil de Mehdi Ben Attia : Sara
- 2010 : Un balcon sur la mer de Nicole Garcia : la mère de Marc
- 2010 : Sinyora Enrica ile İtalyan Olmak d'Ali İlhan (tr) : Signora Enrica
- 2011 : Father de Pasquale Squitieri : Elvira
- 2011 : Io Claudia de Pasquale Squitieri (court-métrage) : Claudia
- 2012 : Gebo et l'Ombre de Manoel de Oliveira : Doroteia
- 2012 : L'Artiste et son modèle de Fernando Trueba : Léa
- 2013 : Joy de V. de Nadia Szold (it) : Signora Morosini
- 2014 : Dolomites 1915 (Der stille Berg) d'Ernst Gossner (de) : Nuria Calzolari
- 2014 : Effie Gray de Richard Laxton : la vicomtesse
- 2014 : Ultima fermata de Giambattista Assanti : Rosa
- 2014 : Les Francis de Fabrice Begotti : Mina
- 2015 : L'Aveugle et la Cardinale de Frédérick Laurent (court-métrage) : la Cardinale
- 2015 : Twice Upon a Time in the West de Boris Despodov : Claudia
- 2015 : Tous les chemins mènent à Rome (All Roads Lead to Rome) d'Ella Lemhagen : Carmen
- 2017 : Niente di serio de Laszlo Barbo : Angela
- 2017 : Nobili bugie d'Antonio Pisu (it) : Duchessa
- 2017 : Una gita a Roma de Karin Proia (it) : Marguerite
- 2018 : Rudy Valentino: Divo dei divi de Nico Cirasola : tante Rosa
- 2020 : Bronx d'Olivier Marchal : Catarina Bastiani
- 2022 : L'Île du pardon de Ridha Béhi : Agostina
- 2023 : Un Cardinale Donna de Manuel Maria Perrone (court-métrage) : la Cardinale

#### Box-office

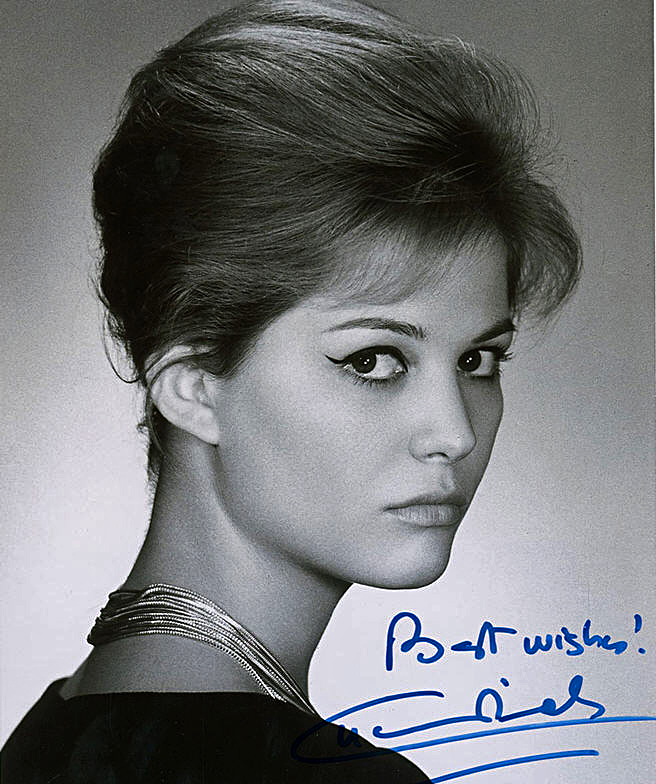
Vers 1960.

| Film                                                             | Années    | Réalisateur      | Entrées Italie     |
| ---------------------------------------------------------------- | --------- | ---------------- | ------------------ |
| Le Guépard                                                       | 1962-1963 | Luchino Visconti | 12 850 375 entrées |
| Rocco et ses frères                                              | 1960-1961 | Luchino Visconti | 10 220 365 entrées |
| Les Conspirateurs                                                | 1969-1970 | Luigi Magni      | 9 901 145 entrées  |
| Il était une fois dans l'Ouest                                   | 1968-1969 | Sergio Leone     | 8 870 732 entrées  |
| Bello, onesto, emigrato Australia sposerebbe compaesana illibata | 1971-1972 | Luigi Zampa      | 7 582 523 entrées  |
| Histoire d'aimer                                                 | 1974-1975 | Marcello Fondato | 6 572 576 entrées  |
| Le Pigeon                                                        | 1958-1959 | Mario Monicelli  | 6 497 829 entrées  |
| Le Plus Grand Cirque du monde                                    | 1964-1965 | Henry Hathaway   | 6 000 000 entrées  |

| Film                           | Année | Réalisateur       | Entrées France     |
| ------------------------------ | ----- | ----------------- | ------------------ |
| Il était une fois dans l'Ouest | 1969  | Sergio Leone      | 14 862 831 entrées |
| Les Centurions                 | 1966  | Mark Robson       | 4 294 756 entrées  |
| Le Guépard                     | 1963  | Luchino Visconti  | 3 649 498 entrées  |
| Cartouche                      | 1962  | Philippe de Broca | 3 610 402 entrées  |
| Austerlitz                     | 1960  | Abel Gance        | 3 452 012 entrées  |
| Le Ruffian                     | 1983  | José Giovanni     | 3 392 258 entrées  |
| Les Professionnels             | 1966  | Richard Brooks    | 3 213 539 entrées  |

### Télévision
- 1977 : Jésus de Nazareth de Franco Zeffirelli (mini-série) : la femme adultère
- 1983 : Princesse Daisy de Waris Hussein (téléfilm) : Anabelle de Fourdemont Valenski
- 1986 : Naso di cane (it) de Pasquale Squitieri (téléfilm) : Laura
- 1986 : La Storia de Luigi Comencini (téléfilm) : Ida
- 1988 : Blu elettrico (it) d'Elfriede Gaeng (it) : Tata
- 1991 : Flash, le reporter-photographe (Flash - Der Fotoreporter) (série télévisée) : Gilda Ricci/Monica Ricci
- 1993 : Mayrig d'Henri Verneuil (série télévisée) : Araxi
- 1995 : Tohuwabohu de Helmut Zenker (téléfilm)
- 1997 : Nostromo (it) d'Alastair Reid (série télévisée) : Teresa Viola
- 1997 : Le Désert de feu (Deserto di fuoco) d'Enzo G. Castellari (série télévisée) : Laila
- 1997 : Mia per sempre (it) de Giovanni Soldati (it) (série télévisée) : Mary O'Sullivan
- 2000 : Élisabeth : Ils sont tous nos enfants de Pasquale Squitieri (téléfilm) : Claude Barde
- 2008 : Hold-up à l'italienne de Claude-Michel Rome (téléfilm) : Cécile
- 2010 : 1960 (it) de Gabriele Salvatores
- 2017 : La Loi de Julien de Christophe Douchand : Irène Delamarche
- 2017 : Il bello delle donne... alcuni anni dopo (it) d'Eros Puglielli (it) : Laura Banti
- 2020 : Bulle d'Anne Deluz : Marthe

### Documentaires
Claudia Cardinale est apparue dans de nombreux documentaires, soit pour parler d'elle et de sa carrière, soit pour donner son propre témoignage sur les personnalités du cinéma qu'elle a rencontrées et connues au fil des ans.
- 1965 : Claudia Cardinale (it) d'Harry Kümel – court-métrage
- 1982 : Burden of Dreams de Les Blank - à propos du film Fitzcarraldo
- 1983 : Stelle emigranti (it) de Francesco Bortolini (it)
- 1990 : Ben Webster: The Brute and the Beautiful de John Jeremy
- 1994 : Claudia Cardinale, la plus belle italienne de Tunis (it) de Mahmoud Ben Mahmoud
- 1996 : Speciale Mastroianni - il fascino della normalità de Loris Mazzetti (it)
- 1996 : Gianni Di Venanzo, un grande autore della fotografia d'Alan Bacchelli
- 1997 : L'uomo dal sigaro in bocca de Mario Sesti (it)
- 1997 : Cannes... les 400 coups de Gilles Nadeau
- 1999 : Luchino Visconti, la vie comme un roman (Luchino Visconti, la vita come un romanzo) de Carlo Lizzani
- 1999 : Ennemis intimes (Mein liebster Feind) de Werner Herzog
- 2001 : Vamps et femmes fatales du cinéma européen (it) de Nguyen Trong Binh
- 2002 : Fellini, je suis un grand menteur (Federico Fellini: Sono un gran bugiardo) de Damian Pettigrew
- 2003 : L'ultima sequenza (it) de Mario Sesti (it) - à propos du film Huit et demi
- 2003 : The Life and Times of Count Luchino Visconti (it) d'Adam Low
- 2003 : The Magic of Fellini (it) de Carmen Piccini
- 2004 : Por un puñado de sueños de Paco R. Baños – téléfilm
- 2005 : Frammenti di Novecento (it) de Francesco Maselli
- 2005 : Essere Claudia Cardinale (it) de Stefano Mordini
- 2006 : Sergio Leone: The Way I See Things (it) de Giulio Reale
- 2006 : Marcello, una vita dolce (it) de Mario Canale et Annarosa Morri
- 2009 : Pietro Germi - Il bravo, il bello, il cattivo (it) de Claudio Bondì (it)
- 2009 : Hollywood sul Tevere (it) de Mario Spagnoli (it)
- 2009 : La Traversée du désir d'Arielle Dombasle
- 2011 : Belmondo, itinéraire… de Vincent Perrot et Jeff Domenech
- 2011 : The Story of Film: An Odyssey (en) de Mark Cousins
- 2012 : L'insolito ignoto - Vita acrobatica di Tiberio Murgia (it) de Sergio Naitza
- 2012 : Gli anni delle immagini perdute (it) d'Adolfo Conti
- 2013 : Alberto il grande (it) de Carlo Verdone et Luca Verdone
- 2015 : Alfredo Bini, ospite inatteso (it) de Simone Isola
- 2015 : Il Regio nel paese del melodramma de Francesco Barilli
- 2016 : Belmondo par Belmondo de Régis Mardon
- 2019 : Claudia la mystérieuse de Marie-Dominique Montel et Christopher Jones
- 2019 : Il principe delle pezze (it) d'Alessandro Di Ronza
- 2019 : Gina, Sophia, Claudia, trois symboles de la féminité à l'italienne de Sophie Agacinski
- 2021 : Ennio de Giuseppe Tornatore - images d'archives
- 2021 : Fellinopolis de Silvia Giulietti - images d'archives
- 2021 : Noi siamo cinema de Andrea Rurali et Gianluca Genovese - images d'archives

### Voix italiennes
Dans sa jeunesse, ne parlant pas très bien italien, elle fut doublée par d'autres actrices dans la version italienne de ses films. Par exemple Le Guépard où sa voix est doublée par la comédienne Solvejg D'Assunta (it).

### Voix françaises
Alors qu'elle parle le français, il est arrivé à Claudia Cardinale de se faire doubler par d'autres comédiennes, notamment par Michèle Bardollet. Elle s’est toutefois doublée elle-même dans les versions françaises de certains de ses films.
- Elle-même dans :
  - La Fille a la Valise (enregistrée directement en français sur le tournage[229].)
  - Huit et demi
  - Le Guépard
  - La Ragazza
  - Sandra
  - Les Professionnels
  - Lucia et les Gouapes
  - Fitzcarraldo
  - Un Homme amoureux
  - Le Fils de la Panthère Rose

- Michèle Bardollet dans :
  - Le Bel Antonio
  - Le Plus Grand Cirque du monde
  - Les Yeux bandés
  - La Mafia fait la loi
  - Il était une fois dans l'Ouest
  - Violence et Passion
  - L'Affaire Mori
  - Bons Baisers d'Athènes
  - Princesse Daisy (téléfilm)
- Autres
  - Claire Guibert dans Austerlitz
  - Françoise Fechter dans La Panthère rose
  - Régine Blaess dans La Tente rouge
  - Béatrice Delfe dans La Peau

## Théâtre
- 2000 : La Vénitienne (La Venexiana), adaptation de René de Ceccatty, mise en scène Maurizio Scaparro, Théâtre du Rond-Point
- 2002 : Comme tu me veux de Luigi Pirandello, mise en scène Pasquale Squitieri, tournée italienne
- 2005 : Doux Oiseau de jeunesse (Sweet Bird of Youth) de Tennessee Williams, mise en scène Philippe Adrien, Théâtre de la Madeleine
- 2006 : La Ménagerie de verre (The Glass Menagerie) de Tennessee Williams, mise en scène Andrea Liberovici, tournée italienne
- 2009 : Concerto per la Pace, Gran Teatro La Fenice à Venise - monologue
- 2010 : Un dialogo con Alberto Moravia, d'Alberto Moravia, mise en scène Alfredo Arias, avec René de Ceccatty. Cinémathèque française à Paris - monologue
- 2014 : Ferite a morte - Blessées à Mort, de Serena Dandini. Bibliothèque nationale de France à Paris - monologue
- 2017 : La strana coppia de Neil Simon, un projet de Pasquale Squitieri, tournée italienne

## Discographie

### Albums
- 1962 – The Four Dreamers
- 1970 – Vive Les Années 70

### Singles
- 1970 – Keep Up Your Smile, par Frédéric Botton, CBS
- 1971 – Popsy-Pop Song, CBS - issu du film La Belle Garce et le Truand
- 1972 – Prairie Woman, Disques 23 - issu du film Les Pétroleuses
- 1977 – Love Affair, Emotion Records
- 1977 – Do it Claudia, CBS
- 1977 – Private life, CBS
- 1978 – Sun... I Love You, Disques Ibach
- 1989 – Dors mon enfant, réinterprétation issue du téléfilm Blu elettrico (it)

### Compilations
- 2010-2011 – Canto Del Dio Nascosto, poésie de Karol Wojtyla
  - Sulla tua bianca tomba
  - Stanislao
  - Quando ancora non riuscivo a distinguere tanti profili
  - Comincia il colloquio con me stesso, comincia il colloquio con Dio
  - Rive piene di silenzio
  - Primo istante del corpo adorato
  - Oliveti, deserto della Giudea
  - Il nome
  - Il negro
  - Ispirazione
  - Canto del sole inesauribile

### Participations
- 2010 – Dolce vita, feat. Davide Esposito, Peermusic France

## Distinctions

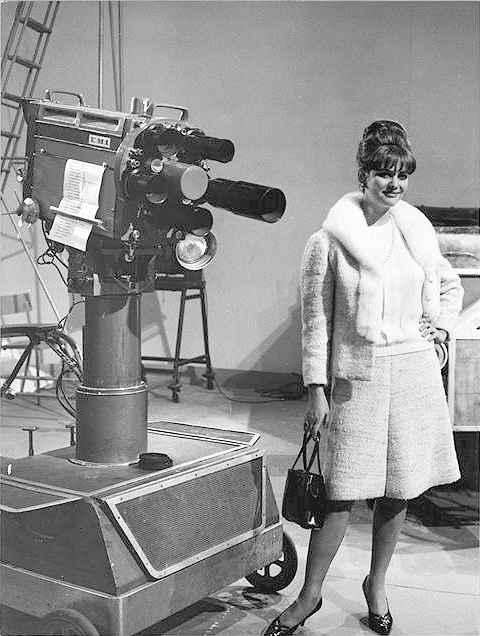
Claudia Cardinale en 1964.

### Décorations
- Grand officier de la Légion d'honneur[230] (France, 2019 ; commandeur en 2008).
- Commandeur de l'ordre des Arts et des Lettres (France, 1992)[231].
- Chevalier grand-croix de l'ordre du Mérite de la République italienne[232] (Italie, 2016 ; grand officier en 2002).
- Chevalier de l'ordre du Mérite du Portugal (2001).
- Grand cordon de l’ordre national du Mérite[233] (Tunisie, 2009).

### Récompenses
- David di Donatello
  - 1961 - David spécial pour La Fille à la valise
  - 1968 - Meilleure actrice pour La Mafia fait la loi
  - 1972 - Meilleure actrice pour Bello, onesto, emigrato Australia sposerebbe compaesana illibata'
  - 1988 - Prix Alitalia
  - 1997 - David spécial pour l'ensemble de sa carrière
  - 2016 - Meilleur second rôle féminin pour Ultima fermata
- Ruban d'argent
  - 1965 - Meilleure actrice pour La ragazza
  - 1982 - Meilleure actrice dans un second rôle pour La Peau
  - 1985 - Meilleure actrice pour Claretta
  - 1992 - Nomination comme meilleure actrice pour Acte d'amour
  - 2000 - Ruban d'argent européen
- Festival du film de Bari
  - 2011 - Prix Fellini 8½ de l'excellence artistique
- Festival du film de Locarno
  - 2011 - Léopard d'or pour l'ensemble de sa carrière
- Berlinale
  - 2002 - Ours d'or d'honneur
- Globes d'or
  - 1985 - Meilleure actrice pour Claretta
  - 1991 - Meilleure actrice pour Acte d'amour
  - 2014 - Globe d'or pour l'ensemble de sa carrière
- Grolla d'oro
  - 1962 - Nomination comme meilleure actrice pour Quand la chair succombe
  - 1962 - Nomination comme meilleure actrice pour Le Mauvais Chemin
  - 1963 - Nomination comme meilleure actrice pour Le Guépard
  - 1964 - Nomination comme meilleure actrice pour La ragazza
  - 1968 - Nomination comme meilleure actrice pour La Mafia fait la loi
  - 1972 - Nomination comme meilleure actrice pour Bello, onesto, emigrato Australia sposerebbe compaesana illibata
  - 1992 - Grolla d'oro pour l'ensemble de sa carrière
- Mostra de Venise
  - 1984 - Prix Pasinetti pour Claretta.
  - 1993 - Lion d'or pour l'ensemble de sa carrière
- Festival du film de Taormine
  - 1961 - Orange d'or comme meilleure actrice
  - 2014 - Prix Taormina Arte
  - 2018 - Prix du Cinéma des Nations
- Victoires du cinéma français
  - 1963 - Meilleure actrice étrangère pour Le Guépard
  - 1964 - Meilleure actrice étrangère pour Le Plus Grand Cirque du monde

#### Autres prix
- Festival du film de la comédie de Monte-Carlo
  - 2001 - Prix spécial
  - 2016 - Prix Monte-Carlo pour l'ensemble de sa carrière
- Mostra de Venise
  - 2017 - International Lifetime Award
- Prix Lumière
  - 2013 - Prix Lumière d'honneur[6]
- Una vita per il cinema (it)
  - 1962 - Médaille d'or
- Premio Barocco (it)
  - 2009 - Pour sa contribution à l'industrie cinématographique
- Festival international du film de Moscou
  - 2011 - Aigle d'or d'honneur
- Festival international du film de Marrakech
  - 2004 - Prix d'honneur
- Premio Faraglioni (it)
  - 2000 - Pour le cinéma
- Women's World Award (en)
  - 2009 - World Tolerance Award
- Prix Flaiano
  - 1998 - Prix d'honneur international
- Prix Sympathie
  - 1974 - Oscar Capitolino
- Prix européen de la culture
  - 2022 - Prix européen
- Festival international du court métrage d'Almería
  - 2004 - Prix Tierra de Cine d'Almería
- Prix Henri-Langlois
  - 2006 - Lauréate
- Festival international du film de Miskolc
  - 2015 - Prix pour l'ensemble de sa carrière
- Festival des Frères Manaki
  - 2018 - Caméra d'or spéciale 300
- Festival du film de Ludwigsburg
  - 2003 - Prix de l'acteur européen
- Filming Italy Los Angeles 
  - 2019 - Prix de la meilleure carrière décerné par Filming Italy
  - 2019 - The Harmonist 2nd Annual Excellence Award (litt. « Prix d'excellence annuel de l'Harmoniste »)
- Stella della Civicrazia (litt. « Étoile du civisme »)
  - 2011 - Lauréat
- Plaque d'honneur à La Goulette (2022)[234]
- Centro sperimentale di cinematografia
  - 2007 - Diplôme honorifique d'acteur
- EuropaCinema (it)
  - 2002 - Prix de platine
- Festival international du film de Transylvanie
  - 2009 - Prix pour l'ensemble de sa carrière
- Festival du film néoréaliste
  - 1976 - Laceno d'oro (it) de la meilleure actrice
- Festival international du film du Caire
  - 1976 - Prix spécial
  - 2015 - Prix d'honneur
- Festival du film de Telluride
  - 2010 - Médaille d'argent
- Festival international du film de São Paulo
  - 2012 - Prix du producteur
- Laurel Awards
  - 1964 - Nomination pour la meilleure star féminine
- Festival del Cinema Europeo (it)
  - 2014 - Olivier d'or
- Festival du film d'Abou Dabi
  - 2012 - Prix d'excellence pour l'ensemble de sa carrière
- Festival des films du monde de Montréal
  - 1990 - Prix du festival
- Festival du western d'Almeria
  - 2018 - Prix Tabernas de Cine
- Festival international du film de Sofia
  - 2011 - Prix de la municipalité de Sofia
- Festival international du film d'Erevan
  - 2010 - Prix pour l’ensemble de sa carrière
- Prix Photoplay
  - 1972 - Nomination pour la plus grande vedette féminine
- Films Infest
  - 2010 - prix pour Sinyora Enrica ile İtalyan Olmak
  - 2017 - Meilleure actrice internationale
- Maschera d'Argento 
  - Maschera d'Argento du cinéma 1968 - Gagnant
- Festival international du film d'Antalya
  - 2010 - Meilleure actrice pour Sinyora Enrica ile İtalyan Olmak
- Festival 2 Cinéma 2 Valenciennes
  - 2014 - Trophée Coup de Cœur

## Publications
- Mes étoiles (autobiographie), éditions Michel Lafon, janvier 2005
- (it) Claudia Cardinale et Anna Maria Mori, Io, Claudia. Tu, Claudia, Milan, Frassinelli, 1995 (ISBN 88-7684-337-X)
- (it) Claudia Cardinale et Danièle Georget, Le stelle della mia vita, Casale Monferrato, Edizioni Piemme, 2006 (ISBN 88-384-8646-8)